# Liste der Kulturdenkmale in Kaditz
Die Liste der Kulturdenkmale in Kaditz umfasst die Kulturdenkmale der Dresdner Gemarkung Kaditz.
Die Anmerkungen sind zu beachten.
Diese Liste ist eine Teilliste der Liste der Kulturdenkmale in Dresden.

Diese Liste ist eine Teilliste der Liste der Kulturdenkmale in Sachsen.

## Legende
- Bild: Bild des Kulturdenkmals, ggf. zusätzlich mit einem Link zu weiteren Fotos des Kulturdenkmals im Medienarchiv Wikimedia Commons. Wenn man auf das Kamerasymbol klickt, können Fotos zu Kulturdenkmalen aus dieser Liste hochgeladen werden:
- Bezeichnung: Denkmalgeschützte Objekte und ggf. Bauwerksname des Kulturdenkmals
- Lage: Straßenname und Hausnummer oder Flurstücknummer des Kulturdenkmals. Die Grundsortierung der Liste erfolgt nach dieser Adresse. Der Link (Karte) führt zu verschiedenen Kartendiensten mit der Position des Kulturdenkmals. Fehlt dieser Link, wurden die Koordinaten noch nicht eingetragen. Sind diese bekannt, können sie über ein Tool mit einer Kartenansicht einfach nachgetragen werden. In dieser Kartenansicht sind Kulturdenkmale ohne Koordinaten mit einem roten bzw. orangen Marker dargestellt und können durch Verschieben auf die richtige Position in der Karte mit Koordinaten versehen werden. Kulturdenkmale ohne Bild sind an einem blauen bzw. roten Marker erkennbar.
- Datierung: Baubeginn, Fertigstellung, Datum der Erstnennung oder grobe zeitliche Einordnung entsprechend des Eintrags in der sächsischen Denkmaldatenbank
- Beschreibung: Kurzcharakteristik des Kulturdenkmals entsprechend des Eintrags in der sächsischen Denkmaldatenbank, ggf. ergänzt durch die dort nur selten veröffentlichten Erfassungstexte oder zusätzliche Informationen
- ID: Vom Landesamt für Denkmalpflege Sachsen vergebene, das Kulturdenkmal eindeutig identifizierende Objekt-Nummer. Der Link führt zum PDF-Denkmaldokument des Landesamtes für Denkmalpflege Sachsen. Bei ehemaligen Kulturdenkmalen können die Objektnummern unbekannt sein und deshalb fehlen bzw. die Links von aus der Datenbank entfernten Objektnummern ins Leere führen. Ein ggf. vorhandenes Icon  führt zu den Angaben des Kulturdenkmals bei Wikidata.

## Liste der Kulturdenkmale in Kaditz
| Bild                                    | Bezeichnung | Lage                                              | Datierung                                                                                  | Beschreibung | ID       |
| --------------------------------------- | --- | ------------------------------------------------- | ------------------------------------------------------------------------------------------ | --- | -------- |
|                                         | Wohnstallhaus eines Dreiseithofes | Altkaditz 1 (Karte)                               | 1. Hälfte 19. Jh. (Wohnstallhaus)                                                          | giebelständig, teilweise in massiver Bauweise bzw. Fachwerk, mit Oberlaube, Teil der historisch gewachsenen, authentisch erhaltenen und überregional bedeutenden Dorfstruktur Altkaditz, baugeschichtlich und stadtentwicklungsgeschichtlich von Bedeutung. | 09217646 |
|                                         | Wohnstallhaus eines Dreiseithofes, später Gasthaus | Altkaditz 2 (Karte)                               | 1. Hälfte 19. Jh. (Wohnstallhaus)                                                          | giebelständig, seit 1844 als kleine Weinschänke, als Gasthaus »Schneiders Bier- und Weinschank« bis 1975, mit Inschrift, Fachwerkkonstruktion teilweise erhalten, Teil des überregional bedeutenden historischen Dorfkerns von Altkaditz, ortsgeschichtliche und baugeschichtliche Wertigkeit. | 09217647 |
| Direkt Bild zu diesem Denkmal hochladen | Torbogen | Altkaditz 4 (Karte)                               | bezeichnet 1899 (Toreinfahrt)                                                              | mit angrenzendem Mauerbereich, in Lage und gestalterischer Ausprägung erhalten, Einfahrtsbereich für eine stattliche Hofanlage, bezeichneter Scheitelstein, wichtiger Sachzeuge der ortstypischen Hof- und Einfriedungsanlagen, bestimmt das authentisch erhaltene Ortsbild des überregional bedeutsamen Dorfkerns von Altkaditz maßgeblich mit. | 09217648 |
|                                         | Wohnhaus und Seitengebäude, beide unmittelbar am Anger gelegen, eines ehemaligen Dreiseithofes                                                           | Altkaditz 7 (Karte)                               | 1906 (Wohnhaus), um 1880 (Seitengebäude)                                                   | markantes Wohnhaus nach Großbrand 1906 neu errichtet, massives Erdgeschoss und zweigeschossiger Fachwerkbereich, architektonische Einflüsse des städtischen Villenbaus, Seitengebäude noch vor 1900 (um 1880), Hofanlage als exemplarisches Beispiel für bauliche Anpassungen nach 1900 in den ländlich geprägten Vororten Dresdens, Teil der überregional bedeutsamen Dorfanlage Altkaditz, Sachzeuge der Stadtentwicklungsgeschichte. | 09217650 |
|                                         | Wohnstallhaus eines Dreiseithofes | Altkaditz 8 (Karte)                               | 1. Hälfte 19. Jh. (Wohnstallhaus)                                                          | giebelständig, im Erdgeschoss massiv, Obergeschoss in Fachwerk, vollständig gemauerte Giebel, Teil der historisch gewachsenen, authentisch erhaltenen, überregional bedeutenden Dorfstruktur Altkaditz., baugeschichtlich und stadtentwicklungsgeschichtlich von Bedeutung. | 09217651 |
|                                         | Wohnstallhaus eines Dreiseithofes | Altkaditz 9 (Karte)                               | 18. Jh. (Wohnstallhaus)                                                                    | zweigeschossiges Fachwerkhaus mit aufwändig gestaltetem Giebel, baugeschichtliche und stadtentwicklungsgeschichtliche Bedeutung, Teil des überregional bedeutsamen historischen Dorfkerns. | 09217652 |
|                                         | Torbogen | Altkaditz 10 (Karte)                              | 1799 (Toreinfahrt)                                                                         | mit angrenzendem Mauerbereich, Einfahrt einer großräumigen Hofanlage, im Schlussstein bezeichnet 1799, wichtiger Sachzeuge der ortstypischen Hofanlagen, bestimmt das authentisch erhaltene Ortsbild maßgeblich mit. | 09217653 |
|                                         | Wohnstallhaus eines Dreiseithofes | Altkaditz 11 (Karte)                              | 18. Jh. (Wohnstallhaus)                                                                    | giebelständig, ältester Teil des Hofes, Erdgeschoss massiv, Obergeschoss in Fachwerkkonstruktion, mit Oberlaube, baugeschichtliche und stadtentwicklungsgeschichtlichen Bedeutung, Teil des überregional bedeutsamen historischen Dorfkerns von Kaditz. | 09217654 |
|                                         | Wohnstallhaus mit Oberlaube, Pforte und Torbogen eines Dreiseithofes                                                                                     | Altkaditz 14 (Karte)                              | 1803 (Wohnstallhaus)                                                                       | exemplarisch für die bäuerliche Lebensweise jener Zeit, verputzter Giebel, hofseitig Fachwerk im Obergeschoss mit Oberlaube, breite, überdachte Toranlage mit Schlussstein bezeichnet 1803, baugeschichtliche und stadtentwicklungsgeschichtliche Bedeutung, Teil des überregional bedeutsamen historischen Dorfkerns von Kaditz. | 09217655 |
|                                         | Wohnstallhaus, Seitengebäude, Pforte und Torbogen eines Dreiseithofes                                                                                    | Altkaditz 15 (Karte)                              | 1816 (Wohnstallhaus)                                                                       | eine der authentischsten Anlagen von Altkaditz., Toreinfahrt im Schlussstein bezeichnet 1816, Wohnhaus und ehemaliges Auszugshaus zweigeschossig und giebelständig, baugeschichtliche und ortsgeschichtlichen Bedeutung, Teil des überregional bedeutsamen historischen Dorfkerns. | 09217656 |
|                                         | Wohnstallhaus, Seitengebäude und Scheune eines Dreiseithofes                                                                                             | Altkaditz 17 (Karte)                              | 1. Hälfte 19. Jh. (Wohnstallhaus)                                                          | Seitengebäude ehemals Stall- und Auszugshaus, rückwärtig gelagerte Scheune, Dreiseithof weitestgehend authentisch erhalten, Bauernhof exemplarisch für historisch gewachsene, einheitliche Siedlungsstruktur des überregional bedeutenden Dorfkernes von Altkaditz, hohe baugeschichtliche und ortsgeschichtliche Bedeutung. | 09217657 |
|                                         | Scheune | Altkaditz 19 (Karte)                              | um 1800 (Scheune)                                                                          | den Hof rückwärtig abschließend, Sachzeuge der ehemaligen wirtschaftlichen Nutzung des Hofes, exemplarisch für einen den Dorfkern ehemals geschlossen umgebenden Scheunengürtel, baugeschichtliche und wirtschaftsgeschichtlichen Bedeutung. | 09217682 |
|                                         | Wohnhaus und Toreinfahrt eines ehemaligen Dreiseithofes                                                                                                  | Altkaditz 22 (Karte)                              | 1. Hälfte 19. Jh. (Bauernhaus)                                                             | zweigeschossig, giebelständig, Erdgeschoss massiv, Obergeschoss Fachwerk, mit Oberlaube, baugeschichtliche und ortsgeschichtliche Bedeutung, Teil des historischen Dorfkerns von Altkaditz. | 09217658 |
|                                         | Wohnstallhaus, Seitengebäude, Tor, Pforte und feldseitige Einfriedung eines Dreiseithofes                                                                | Altkaditz 23 (Karte)                              | 1799–1802, bezeichnet 1802 (Wohnstallhaus)                                                 | 1993 bis 2012 freikirchliches Gemeindezentrum (Altlutheraner), Hauptgebäude mit Oberlaube und Fachwerk im Obergeschoss und den Giebeln des Satteldachs, als herausragendes Zeugnis der ländlichen Bauweise des frühen 19. Jahrhunderts in dieser Region baugeschichtlich und stadtentwicklungsgeschichtlich von Bedeutung, Teil der bedeutenden historischen Dorfanlage von Altkaditz. | 09217659 |
| Weitere Bilder                          | Pfarrhaus, Seitengebäude und Einfriedung zum Anger sowie feldseitige Einfriedung                                                                         | Altkaditz 23a; 25 (Karte)                         | 19. Jh. (Pfarrhaus)                                                                        | Haupthaus und Nebengebäude mit massivem Untergeschoss und Fachwerkobergeschoss, Tür im Schlussstein bezeichnet 1686, Oberlaube, baugeschichtliche und stadtentwicklungsgeschichtliche Bedeutung, Teil des historischen Dorfkerns von Kaditz. | 09217660 |
| Weitere Bilder                          | Sachgesamtheit Emmauskirche und Kirchhof Kaditz in seiner gewachsenen funktionellen und gestalterischen Einheit                                          | Altkaditz 27 (Karte)                              | um 1500 (Kirchhof)                                                                         | Sachgesamtheit Emmauskirche und Kirchhof Kaditz in seiner gewachsenen funktionellen und gestalterischen Einheit mit folgenden Einzeldenkmalen: Kirche, denkmalwerte Grabstätten, Kriegerdenkmal für Gefallene des 1. und 2. Weltkrieges, 59 Bombentote, und Kirchhofsmauer einschließlich drei Eingängen und Toren (siehe Einzeldenkmalliste - Obj. 09216974), dazu Kirchhof (Gartendenkmal), insbesondere die zu den ältesten Bäumen zählende Kaditzer Linde, eine ehemalige Gerichtslinde südlich des Gotteshauses; künstlerisch, ortsgeschichtlich und personengeschichtlich sowie landschaftsgestalterisch bedeutend. | 09217661 |
| Weitere Bilder                          | Einzeldenkmale der Sachgesamtheit Emmauskirche und Kirchhof Kaditz (Einzeldenkmal zu ID-Nr. 09217661)                                                    | Altkaditz 27 (Karte)                              | um 1500 (Kirche), 1869 Turm (Kirche), 1756 (Altar), 1867 (Taufe), 1887 (Orgel)             | Einzeldenkmale der Sachgesamtheit Emmauskirche mit Ausstattung und Kirchhof Kaditz: Kirche, denkmalwerte Grabstätten, Kriegerdenkmal für Gefallene des 1. und 2. Weltkrieges, 59 Bombentote, und Kirchhofsmauer einschließlich drei Eingängen und Toren; künstlerisch, ortsgeschichtlich und personengeschichtlich sowie landschaftsgestalterisch bedeutend. | 09216974 |
|                                         | Diakonat | Altkaditz 29 (Karte)                              | 1719, bezeichnet im Schlussstein (Diakonat)                                                | als Teil der Einfriedung um den Kirchhof fungierend, schlichter, barocker Putzbau, Schlussstein des Eingangsportals bezeichnet mit 1719, baugeschichtlich und ortsgeschichtlich von Bedeutung, in Zusammenhang mit Kirche und Kirchhof für das historisch überkommene Ortsbild von Kaditz bedeutend. | 09217662 |
|                                         | Wohnhaus, Wohnstallhaus und Scheune eines Dreiseithofes                                                                                                  | Altkaditz 30; 30a; 30b; 30c; 34 (Karte)           | 1. Hälfte 19. Jh. (Wohnstallhaus)                                                          | markantes ländliches Anwesen, Gebäude teilweise noch mit Fachwerk im Obergeschoss, bedeutender Sachzeuge der ortsgeschichtlichen und baugeschichtlichen Entwicklung, Teil der historisch überregional bedeutenden Dorfanlage Altkaditz. | 09217663 |
| Weitere Bilder                          | Alte Schule: Schulgebäude (ehem.) | Altkaditz 32 (Karte)                              | 1854 (Kirchschule)                                                                         | ehemalige Kaditzer Kirchschule (»Alte Schule«) heute als Wohnhaus genutzt, massiv, zweigeschossig, mit Satteldach, Putzfassade, Sachzeuge der Stadtentwicklungsgeschichte, zusammen mit Kirche, Diakonat und Pfarrgut geistiges Zentrum der Ortschaft. | 09217664 |
|                                         | Wohnhausgruppe | An den Hufen 3; 5; 7; 9; 11 (Karte)               | 1912, bezeichnet (Mehrfamilienwohnhaus)                                                    | zweigeschossige, langgestreckte Wohnhauszeile aus fünf Häusern, von Hans Erlwein, Vermischung von traditionalistischem Formengut und reformatorischen Ansprüchen, gut erhaltener baulicher Zustand und qualitätvolle Ausführung, Gebäudekomplex weist stadtgeschichtliche, architekturgeschichtliche und sozialgeschichtliche Wertigkeit auf. | 09217665 |
| Direkt Bild zu diesem Denkmal hochladen | Sachgesamtheit Siedlung Volksheim Kaditz mit mehreren Einzeldenkmalen                                                                                    | An den Hufen 12; 13; 14; 15; 16; 17 (Karte)       | 1927–1930 (Siedlung)                                                                       | Sachgesamtheit Siedlung Volksheim Kaditz mit zahlreichen Einzeldenkmalen sowie den Außenanlagen als Sachgesamtheitsteil; Anlage Beispiel des Kleinwohnungs- und Siedlungsbaus um 1930, dokumentiert zudem auf anschauliche Weise die städtebauliche Entwicklung Dresdens seit der Weimarer Republik, als an den Rändern der Stadt zahlreiche Siedlungen entstanden, baugeschichtlich und stadtentwicklungsgeschichtlich bedeutend. | 09305942 |
|                                         | Einzeldenkmal der Sachgesamtheit Siedlung Volksheim Kaditz: Doppelhaus/Mehrfamilienhaus (Einzeldenkmal zu ID-Nr. 09305942)                               | An den Hufen 12; 14 (Karte)                       | 1927–1930 (Doppelwohnhaus)                                                                 | als charakteristisches und mit expressionistischen Gestaltungselementen belebtes Beispiel des Kleinwohnungs- und Siedlungsbaus um 1930 sowie als Teil einer Siedlungsanlage, wie sie während der Weimarer Republik und danach zahlreich an den Rändern der Stadt entstanden, baugeschichtlich, sozialgeschichtlich und stadtentwicklungsgeschichtlich bedeutend. | 09217666 |
|                                         | Einzeldenkmal der Sachgesamtheit Siedlung Volksheim Kaditz: Doppelhaus/Mehrfamilienhaus (Einzeldenkmal zu ID-Nr. 09305942)                               | An den Hufen 13; 15 (Karte)                       | 1927–1930 (Doppelwohnhaus)                                                                 | als charakteristisches und mit expressionistischen Gestaltungselementen belebtes Beispiel des Kleinwohnungs- und Siedlungsbaus um 1930 sowie als Teil einer Siedlungsanlage, wie sie während der Weimarer Republik und danach zahlreich an den Rändern der Stadt entstanden, baugeschichtlich, sozialgeschichtlich und stadtentwicklungsgeschichtlich bedeutend. | 09217796 |
|                                         | Einzeldenkmal der Sachgesamtheit Siedlung Volksheim Kaditz: Wohnhaus/Mehrfamilienhaus (Einzeldenkmal zu ID-Nr. 09305942)                                 | An den Hufen 16 (Karte)                           | 1927–1930 (Mehrfamilienwohnhaus)                                                           | als charakteristisches und mit expressionistischen Gestaltungselementen belebtes Beispiel des Kleinwohnungs- und Siedlungsbaus um 1930 sowie als Teil einer Siedlungsanlage, wie sie während der Weimarer Republik und danach zahlreich an den Rändern der Stadt entstanden, baugeschichtlich, sozialgeschichtlich und stadtentwicklungsgeschichtlich bedeutend. | 09217795 |
|                                         | Einzeldenkmal der Sachgesamtheit Siedlung Volksheim Kaditz: Wohnhaus/Mehrfamilienhaus (Einzeldenkmal zu ID-Nr. 09305942)                                 | An den Hufen 17 (Karte)                           | 1927–1930 (Mehrfamilienwohnhaus)                                                           | als charakteristisches und mit expressionistischen Gestaltungselementen belebtes Beispiel des Kleinwohnungs- und Siedlungsbaus um 1930 sowie als Teil einer Siedlungsanlage, wie sie während der Weimarer Republik und danach zahlreich an den Rändern der Stadt entstanden, baugeschichtlich, sozialgeschichtlich und stadtentwicklungsgeschichtlich bedeutend. | 09217797 |
|                                         | Einzeldenkmal der Sachgesamtheit Siedlung Volksheim Kaditz: Doppelhaus/Mehrfamilienhaus (Einzeldenkmal zu ID-Nr. 09305942)                               | Andersenstraße 2; 4 (Karte)                       | 1927–1930 (Doppelwohnhaus)                                                                 | als charakteristisches und mit expressionistischen Gestaltungselementen belebtes Beispiel des Kleinwohnungs- und Siedlungsbaus um 1930 sowie als Teil einer Siedlungsanlage, wie sie während der Weimarer Republik und danach zahlreich an den Rändern der Stadt entstanden, baugeschichtlich, sozialgeschichtlich und stadtentwicklungsgeschichtlich bedeutend. | 09217667 |
|                                         | Einzeldenkmal der Sachgesamtheit Siedlung Volksheim Kaditz: Doppelhaus/Mehrfamilienhaus (Einzeldenkmal zu ID-Nr. 09305942)                               | Andersenstraße 15; 17 (Karte)                     | 1927–1930 (Doppelwohnhaus)                                                                 | als charakteristisches und mit expressionistischen Gestaltungselementen belebtes Beispiel des Kleinwohnungs- und Siedlungsbaus um 1930 sowie als Teil einer Siedlungsanlage, wie sie während der Weimarer Republik und danach zahlreich an den Rändern der Stadt entstanden, baugeschichtlich, sozialgeschichtlich und stadtentwicklungsgeschichtlich bedeutend. | 09217798 |
|                                         | Einzeldenkmal der Sachgesamtheit Siedlung Volksheim Kaditz: Doppelhaus/Mehrfamilienhaus (Einzeldenkmal zu ID-Nr. 09305942)                               | Andersenstraße 16; 18 (Karte)                     | 1927–1930 (Doppelwohnhaus)                                                                 | als charakteristisches und mit expressionistischen Gestaltungselementen belebtes Beispiel des Kleinwohnungs- und Siedlungsbaus um 1930 sowie als Teil einer Siedlungsanlage, wie sie während der Weimarer Republik und danach zahlreich an den Rändern der Stadt entstanden, baugeschichtlich, sozialgeschichtlich und stadtentwicklungsgeschichtlich bedeutend. | 09217668 |
|                                         | Mietshaus in Ecklage und offener Bebauung | Baudissinstraße 2 (Karte)                         | 1900 (Mietshaus)                                                                           | historisierendes Gebäude von 1900 mit zeittypischer Klinkerfassade und verputztem Erdgeschoss mit Ladeneinbau, baugeschichtliche Bedeutung | 09217669 |
|                                         | Doppelmietshaus (Baudissinstraße 11 und Peschelstraße 15) mit Einfriedung in Ecklage und offener Bebauung                                                | Baudissinstraße 11 (Karte)                        | 1899, bezeichnet Wetterfahne (Doppelmietshaus)                                             | späthistoristisches Wohngebäude, 1899 Datierung Wetterfahne, verputztes Erdgeschoss mit Ladeneinbau, zeittypische Klinker-Werkstein-Fassade, Ziergiebel und Dachreiter, baugeschichtliche Bedeutung | 09217671 |
|                                         | Mietshaus in offener Bebauung | Baudissinstraße 18 (Karte)                        | 1902 (Mietshaus)                                                                           | markanter, aufwändig gestalteter Putzbau mit Zierfachwerk in den regional typischen Formen des Jugendstils, baugeschichtliche Bedeutung | 09217670 |
|                                         | Doppelmietshaus (Emilienstraße 1 und Rankestraße 76) in Ecklage und in offener Bebauung                                                                  | Emilienstraße 1 (Karte)                           | um 1900 (Doppelmietshaus)                                                                  | markanter historisierender Wohnbau um 1900 mit charakteristischer Klinker-Werkstein-Architektur, auffällig die neobarocken Schmuckelemente insbesondere an den abgerundeten Ecken, baugeschichtlich bedeutend, Lage: nahe dem Ortseingang Radebeul, städtebaulich von Belang, da derartige Kopflagen mit neobarockem Gestus eher selten sind, zumal im Ortsteil Kaditz. | 09218549 |
| Direkt Bild zu diesem Denkmal hochladen | Mietshaus in offener Bebauung, mit Einfriedung | Emilienstraße 7 (Karte)                           | bezeichnet 1898 (Mietshaus)                                                                | repräsentativer spätgründerzeitlicher Bau mit zeittypischer Klinker-Werkstein-Fassade, bezeichnet im Relief mit 1898, weitestgehend authentischer Erhaltungszustand, wichtiger Sachzeuge der Baugeschichte der Stadt Dresden, nahe der Ortslage Radebeul. | 09217672 |
| Weitere Bilder                          | Feldschlößchen; Jugendklubhaus Rudi Arndt; Twenty Five; Der Rudi: Gasthaus (ehem.)                                                                       | Fechnerstraße 2a (Karte)                          | 1897–1898 (Gasthaus)                                                                       | historisierender Bau mit teilweise erhaltenem Ballsaal, in den 1920/30er Jahren renommiertes Familien- und Vereinslokal, in exponierter städtebaulicher Lage, in zeittypischer, späthistoristischer Klinker-Werkstein-Manier, baugeschichtlich, ortsgeschichtlich und sozialgeschichtlich regional bedeutend. Feldschlößchen, in der Zeit der DDR „Jugendklubhaus Rudi Arndt“, in den 1990er Jahren vorübergehend „Twenty Five“, seither bis heute „Der Rudi“ | 09217673 |
|                                         | Wohnhaus in offener Bebauung | Fechnerstraße 4 (Karte)                           | um 1860 (Wohnhaus)                                                                         | kleines, traufständiges, eingeschossiges Wohnhaus, schlichter, schmuckloser Putzbau mit steilem Satteldach, Sachzeuge der Stadtentwicklung und der Baugeschichte Dresdens. | 09217674 |
|                                         | Wohnhaus in offener Bebauung | Fechnerstraße 6 (Karte)                           | um 1860 (Wohnhaus)                                                                         | kleines, traufständiges, eingeschossiges Wohnhaus, schlichter, schmuckloser Putzbau mit steilem Satteldach, Sachzeuge der Stadtentwicklung und der Baugeschichte Dresdens. | 09217675 |
|                                         | Wohnhaus in offener Bebauung | Fechnerstraße 7 (Karte)                           | um 1860 (Wohnhaus)                                                                         | kleines, traufständiges, eingeschossiges Wohnhaus, schlichter, schmuckloser Putzbau mit steilem Satteldach, Sachzeuge der Stadtentwicklung und der Baugeschichte Dresdens. | 09217676 |
|                                         | Wohnhaus in offener Bebauung | Fechnerstraße 14 (Karte)                          | um 1860 (Wohnhaus)                                                                         | traufständiger, zweigeschossiger Putzbau ohne Gliederungselemente, ehemals am Stadtrand gelegen, einer der wenigen noch dörflich geprägten Bauten jener Zeit, Sachzeuge der Stadtentwicklung und der Baugeschichte Dresdens. | 09217677 |
| Direkt Bild zu diesem Denkmal hochladen | Doppelwohnhaus (Fechnerstraße 27 und Wächterstraße 39a) mit Teil der Einfriedung in Ecklage und offener Bebauung                                         | Fechnerstraße 27 (Karte)                          | um 1912 (Doppelwohnhaus)                                                                   | zweigeschossiger, mächtiger Putzbau mit Mansardgeschoss, typisches Beispiel für die regional geprägte Reformbaukunst, straßenbildprägend und baugeschichtlich von Bedeutung. | 09217716 |
| Direkt Bild zu diesem Denkmal hochladen | Doppelwohnhaus (Fechnerstraße 28 und Wächterstraße 39b) in Ecklage und offener Bebauung, mit Teil der Einfriedung                                        | Fechnerstraße 28 (Karte)                          | um 1912 (Doppelwohnhaus)                                                                   | zweigeschossiger, mächtiger Putzbau mit Mansardgeschoss, typisches Beispiel für die regional geprägte Reformbaukunst, straßenbildprägend und baugeschichtlich von Bedeutung. | 09217717 |
| Direkt Bild zu diesem Denkmal hochladen | Sachgesamtheit Gemeinschaftssiedlung Kaditz, Bereich an der Kötzschenbroder Straße, mit mehreren Einzeldenkmalen                                         | Fürstenhainer Straße 26; 28 (Karte)               | 1936–1939 (Siedlung)                                                                       | Sachgesamtheit Gemeinschaftssiedlung Kaditz, Bereich an der Kötzschenbroder Straße, mit zahlreichen Einzeldenkmalen; Anlage exemplarisches Zeugnis des Kleinwohnungs- und Siedlungsbaus der 1930er Jahre, dokumentiert zudem auf anschauliche Weise die städtebauliche Entwicklung Dresdens seit der Weimarer Republik, als an den Rändern der Stadt zahlreiche Siedlungen entstanden, baugeschichtlich und stadtentwicklungsgeschichtlich bedeutend. | 09305940 |
|                                         | Einzeldenkmal der Gemeinschaftssiedlung Kaditz: Doppelhaus (Einzeldenkmal zu ID-Nr. 09305940)                                                            | Fürstenhainer Straße 26; 28 (Karte)               | 1936–1939 (Doppelwohnhaus)                                                                 | Teil eines exemplarischen Zeugnisses des Kleinwohnungs- und Siedlungsbaus der 1930er Jahre, dokumentiert zudem auf anschauliche Weise die städtebauliche Entwicklung Dresdens seit der Weimarer Republik, als an den Rändern der Stadt zahlreiche Siedlungen entstanden, baugeschichtlich und stadtentwicklungsgeschichtlich bedeutend. | 09217678 |
|                                         | Mehrfamilienhaus einer Wohnanlage des Konsumvereins Pieschen mit Einfriedung und Toreinfahrt mit Pavillon und Torsäule                                   | Geibelstraße 1 (Karte)                            | 1913–1926 (Mehrfamilienwohnhaus)                                                           | Wohnanlage aus drei straßenbegleitenden Gebäuden und einem Gebäude als Quartierinnenbebauung, siehe auch Geibelstraße 3-9, 11–19, neoklassizistische und Reformstilelemente, die Häuser mit aufwendigen Dachlandschaften, baugeschichtlich, ortsgeschichtlich und sozialgeschichtlich bedeutend. | 09217679 |
|                                         | Mehrfamilienhaus einer Wohnanlage des Konsumvereins Pieschen                                                                                             | Geibelstraße 3; 5; 7; 9 (Karte)                   | 1913–1926 (Mehrfamilienwohnhaus)                                                           | Wohnanlage aus drei straßenbegleitenden Gebäuden und einem Gebäude als Quartierinnenbebauung, siehe auch Geibelstraße 1 und 11–19, neoklassizistische und Reformstilelemente, die Häuser mit aufwendigen Dachlandschaften, baugeschichtlich, ortsgeschichtlich und sozialgeschichtlich bedeutend. | 09217800 |
|                                         | Mehrfamilienhaus einer Wohnanlage des Konsumvereins Pieschen mit Einfriedung und zwei Toreinfahrten mit Pavillon und Torsäule                            | Geibelstraße 11; 13; 15; 17 (Karte)               | 1913–1926 (Mehrfamilienwohnhaus)                                                           | Wohnanlage aus drei straßenbegleitenden Gebäuden und einem Gebäude als Quartierinnenbebauung, siehe auch Geibelstraße 1, 3-9 und 19, neoklassizistische und Reformstilelemente, die Häuser mit aufwendigen Dachlandschaften, baugeschichtlich, ortsgeschichtlich und sozialgeschichtlich bedeutend. | 09217801 |
|                                         | Mehrfamilienhaus einer Wohnanlage des Konsumvereins Pieschen mit Einfriedung und Toreinfahrt mit Pavillon und Torsäule, Toranlage                        | Geibelstraße 19 (Karte)                           | 1913–1926 (Mehrfamilienwohnhaus)                                                           | Wohnanlage aus drei straßenbegleitenden Gebäuden und einem Gebäude als Quartierinnenbebauung, siehe auch Geibelstraße 1, 3-9, 11–17, neoklassizistische und Reformstilelemente, die Häuser mit aufwendigen Dachlandschaften, baugeschichtlich, ortsgeschichtlich und sozialgeschichtlich bedeutend. | 09217802 |
|                                         | Einzeldenkmal der Sachgesamtheit Siedlung Volksheim Kaditz: Doppelhaus/Mehrfamilienhaus (Einzeldenkmal zu ID-Nr. 09305942)                               | Grimmstraße 46; 48 (Karte)                        | 1927–1930 (Doppelwohnhaus)                                                                 | als charakteristisches und mit expressionistischen Gestaltungselementen belebtes Beispiel des Kleinwohnungs- und Siedlungsbaus um 1930 sowie als Teil einer Siedlungsanlage, wie sie während der Weimarer Republik und danach zahlreich an den Rändern der Stadt entstanden, baugeschichtlich, sozialgeschichtlich und stadtentwicklungsgeschichtlich bedeutend. | 09217680 |
|                                         | Einzeldenkmal der Sachgesamtheit Siedlung Volksheim Kaditz: Wohnhausgruppe (Einzeldenkmal zu ID-Nr. 09305942)                                            | Grimmstraße 50; 52; 54 (Karte)                    | 1927–1930 (Mehrfamilienwohnhaus)                                                           | als charakteristisches und mit expressionistischen Gestaltungselementen belebtes Beispiel des Kleinwohnungs- und Siedlungsbaus um 1930 sowie als Teil einer Siedlungsanlage, wie sie während der Weimarer Republik und danach zahlreich an den Rändern der Stadt entstanden, baugeschichtlich, sozialgeschichtlich und stadtentwicklungsgeschichtlich bedeutend. | 09217803 |
|                                         | Dorfschmiede (ehem.) | Grimmstraße 88 (Karte)                            | Ende 18. Jh. (Schmiede)                                                                    | eines der ältesten Gebäude von Kaditz, Fachwerkbau, Bedeutung als technisches Denkmal und ortsgeschichtlich und stadtentwicklungsgeschichtlich bedeutend. | 09217681 |
|                                         | Einzeldenkmal der Sachgesamtheit Siedlung Volksheim Kaditz: Wohnhaus/Mehrfamilienhaus (Einzeldenkmal zu ID-Nr. 09305942)                                 | Gustav-Schwab-Straße 7 (Karte)                    | 1927–1930 (Mehrfamilienwohnhaus)                                                           | als charakteristisches und mit expressionistischen Gestaltungselementen belebtes Beispiel des Kleinwohnungs- und Siedlungsbaus um 1930 sowie als Teil einer Siedlungsanlage, wie sie während der Weimarer Republik und danach zahlreich an den Rändern der Stadt entstanden, baugeschichtlich, sozialgeschichtlich und stadtentwicklungsgeschichtlich bedeutend. | 09217683 |
|                                         | Einzeldenkmal der Sachgesamtheit Siedlung Volksheim Kaditz: Wohnhaus/Mehrfamilienhaus (Einzeldenkmal zu ID-Nr. 09305942)                                 | Gustav-Schwab-Straße 9 (Karte)                    | 1927–1930 (Mehrfamilienwohnhaus)                                                           | als charakteristisches und mit expressionistischen Gestaltungselementen belebtes Beispiel des Kleinwohnungs- und Siedlungsbaus um 1930 sowie als Teil einer Siedlungsanlage, wie sie während der Weimarer Republik und danach zahlreich an den Rändern der Stadt entstanden, baugeschichtlich, sozialgeschichtlich und stadtentwicklungsgeschichtlich bedeutend. | 09217684 |
|                                         | Einzeldenkmal der Wohnanlage des »Dresdner Bauverein«: Prinz-Friedrich-August-Haus (Kolbestraße 1 und Roscherstraße 2, Einzeldenkmal zu ID-Nr. 09305974) | Kolbestraße 1 (Karte)                             | bezeichnet 1899 (Doppelwohnhaus)                                                           | Einzeldenkmal der Sachgesamtheit Wohnanlage des »Dresdner Bauverein für Arbeiterwohnungen«: repräsentatives Gebäude mit reicher Jugendstilornamentik, Teil einer Ende des 19. Jh. im Zuge der industriellen Entwicklung entstandenen Wohnanlage abseits des alten Kaditzer Dorfkerns, bestehend aus acht zweigeschossigen Doppelhäusern mit schlichten Fachwerk- und Klinkerfassaden und Satteldächern nach norddeutschem Vorbild, eine der ersten genossenschaftlichen Bauvorhaben in Dresden, nach Liquidierung des Dresdner Bauvereins für Arbeiterwohnungen vom Dresdner Spar- und Bauverein übernommen und mit Friedrich-August-Haus zur Wohnanlage vereinigt, baugeschichtlich, ortsgeschichtlich und sozialgeschichtlich bedeutend, möglicherweise auch künstlerisch von Belang. | 09217702 |
| Direkt Bild zu diesem Denkmal hochladen | Sachgesamtheit Wohnanlage des Dresdner Bauvereins für Arbeiterwohnungen mit mehreren Einzeldenkmalen                                                     | Kolbestraße 1; 3; 5; 7; 9; 11; 13; 15; 17 (Karte) | 1887–1899 (Wohnanlage)                                                                     | Sachgesamtheit Wohnanlage des Dresdner Bauvereins für Arbeiterwohnungen mit zahlreichen Einzeldenkmalen; bestehend aus acht zweigeschossigen Doppelhäusern mit schlichten Fachwerk- und Klinkerfassaden und Satteldächern nach norddeutschem Vorbild, eine der ersten genossenschaftlichen Bauvorhaben in Dresden, nach Liquidierung des Dresdner Bauvereins für Arbeiterwohnungen vom Dresdner Spar- und Bauverein übernommen und mit Friedrich-August-Haus zur Wohnanlage vereinigt, baugeschichtlich, ortsgeschichtlich und sozialgeschichtlich bedeutend, möglicherweise auch künstlerisch von Belang. | 09305974 |
|                                         | Einzeldenkmal der Wohnanlage des »Dresdner Bauverein«: Doppelhaus (Einzeldenkmal zu ID-Nr. 09305974)                                                     | Kolbestraße 3; 5 (Karte)                          | 1887–1899 (Doppelwohnhaus)                                                                 | Einzeldenkmal der Sachgesamtheit Wohnanlage des »Dresdner Bauverein für Arbeiterwohnungen«; baugeschichtlich, ortsgeschichtlich und sozialgeschichtlich bedeutend, möglicherweise auch künstlerisch von Belang. | 09217688 |
|                                         | Einzeldenkmal der Wohnanlage des »Dresdner Bauverein«: Doppelhaus (Einzeldenkmal zu ID-Nr. 09305974)                                                     | Kolbestraße 7; 9 (Karte)                          | 1887–1899 (Doppelwohnhaus)                                                                 | Einzeldenkmal der Sachgesamtheit Wohnanlage des »Dresdner Bauverein für Arbeiterwohnungen«; baugeschichtlich, ortsgeschichtlich und sozialgeschichtlich bedeutend, möglicherweise auch künstlerisch von Belang. | 09217763 |
|                                         | Einzeldenkmal der Wohnanlage des »Dresdner Bauverein«: Doppelhaus (Einzeldenkmal zu ID-Nr. 09305974)                                                     | Kolbestraße 11; 13 (Karte)                        | 1887–1899 (Doppelwohnhaus)                                                                 | Einzeldenkmal der Sachgesamtheit Wohnanlage des »Dresdner Bauverein für Arbeiterwohnungen«; baugeschichtlich, ortsgeschichtlich und sozialgeschichtlich bedeutend, möglicherweise auch künstlerisch von Belang. | 09217764 |
|                                         | Einzeldenkmal der Wohnanlage des »Dresdner Bauverein«: Doppelhaus (Einzeldenkmal zu ID-Nr. 09305974)                                                     | Kolbestraße 15; 17 (Karte)                        | 1887–1899 (Doppelwohnhaus)                                                                 | Einzeldenkmal der Sachgesamtheit Wohnanlage des »Dresdner Bauverein für Arbeiterwohnungen«; baugeschichtlich, ortsgeschichtlich und sozialgeschichtlich bedeutend, möglicherweise auch künstlerisch von Belang. | 09217765 |
| Weitere Bilder                          | Autobahnstele auf Postament | Kötzschenbroder Straße (Karte)                    | 1939 (Obelisk)                                                                             | hoch aufragender Obelisk mit Dresdner Wappen und Inschrift "Autobahn", erinnert an den forcierten Autobahnbau in den 1930er Jahren, geschichtlich und technikgeschichtlich bedeutend, historisches Sachzeugnis des mit hohem Aufwand betriebenen Autobahnbaus der NS-Zeit. | 09217687 |
|                                         | Mietshaus | Kötzschenbroder Straße 142 (Karte)                | um 1900 (Mietshaus)                                                                        | historisierende, repräsentative Putzfassade mit rustiziertem Erdgeschoss und Mittelrisalit, ortsgeschichtliche und für die Architektur des Späthistorismus um 1900 exemplarischen Bedeutung in der damals noch eigenständigen Gemeinde Kaditz. | 09217685 |
|                                         | Einzeldenkmal der Gemeinschaftssiedlung Kaditz: Doppelhaus (Einzeldenkmal zu ID-Nr. 09305940)                                                            | Kötzschenbroder Straße 160; 162 (Karte)           | 1936–1939 (Doppelwohnhaus)                                                                 | Teil eines exemplarisches Zeugnisses des Kleinwohnungs- und Siedlungsbaus der 1930er Jahre, dokumentiert zudem auf anschauliche Weise die städtebauliche Entwicklung Dresdens seit der Weimarer Republik, als an den Rändern der Stadt zahlreiche Siedlungen entstanden, baugeschichtlich und stadtentwicklungsgeschichtlich bedeutend. | 09217686 |
|                                         | Einzeldenkmal der Gemeinschaftssiedlung Kaditz: Wohnhaus (Einzeldenkmal zu ID-Nr. 09305940)                                                              | Kötzschenbroder Straße 164 (Karte)                | 1936–1939 (Mehrfamilienwohnhaus)                                                           | Teil eines exemplarisches Zeugnisses des Kleinwohnungs- und Siedlungsbaus der 1930er Jahre, dokumentiert zudem auf anschauliche Weise die städtebauliche Entwicklung Dresdens seit der Weimarer Republik, als an den Rändern der Stadt zahlreiche Siedlungen entstanden, baugeschichtlich und stadtentwicklungsgeschichtlich bedeutend. | 09217804 |
|                                         | Einzeldenkmal der Gemeinschaftssiedlung Kaditz: Doppelhaus (Einzeldenkmal zu ID-Nr. 09305940)                                                            | Kötzschenbroder Straße 166; 168 (Karte)           | 1936–1939 (Mehrfamilienwohnhaus)                                                           | Teil eines exemplarisches Zeugnisses des Kleinwohnungs- und Siedlungsbaus der 1930er Jahre, dokumentiert zudem auf anschauliche Weise die städtebauliche Entwicklung Dresdens seit der Weimarer Republik, als an den Rändern der Stadt zahlreiche Siedlungen entstanden, baugeschichtlich und stadtentwicklungsgeschichtlich bedeutend. | 09217805 |
|                                         | Einzeldenkmal der Gemeinschaftssiedlung Kaditz: Wohnhaus (Einzeldenkmal zu ID-Nr. 09305940)                                                              | Kötzschenbroder Straße 170 (Karte)                | 1936–1939 (Mehrfamilienwohnhaus)                                                           | Teil eines exemplarisches Zeugnisses des Kleinwohnungs- und Siedlungsbaus der 1930er Jahre, dokumentiert zudem auf anschauliche Weise die städtebauliche Entwicklung Dresdens seit der Weimarer Republik, als an den Rändern der Stadt zahlreiche Siedlungen entstanden, baugeschichtlich und stadtentwicklungsgeschichtlich bedeutend. | 09217806 |
|                                         | Einzeldenkmal der Gemeinschaftssiedlung Kaditz: Doppelhaus (Einzeldenkmal zu ID-Nr. 09305940)                                                            | Kötzschenbroder Straße 172; 174 (Karte)           | 1936–1939 (Doppelwohnhaus)                                                                 | Teil eines exemplarisches Zeugnisses des Kleinwohnungs- und Siedlungsbaus der 1930er Jahre, dokumentiert zudem auf anschauliche Weise die städtebauliche Entwicklung Dresdens seit der Weimarer Republik, als an den Rändern der Stadt zahlreiche Siedlungen entstanden, baugeschichtlich und stadtentwicklungsgeschichtlich bedeutend. | 09217807 |
|                                         | Einzeldenkmal der Gemeinschaftssiedlung Kaditz: Wohnhaus (Einzeldenkmal zu ID-Nr. 09305940)                                                              | Kötzschenbroder Straße 176 (Karte)                | 1936–1939 (Mehrfamilienwohnhaus)                                                           | Teil eines exemplarisches Zeugnisses des Kleinwohnungs- und Siedlungsbaus der 1930er Jahre, dokumentiert zudem auf anschauliche Weise die städtebauliche Entwicklung Dresdens seit der Weimarer Republik, als an den Rändern der Stadt zahlreiche Siedlungen entstanden, baugeschichtlich und stadtentwicklungsgeschichtlich bedeutend. | 09217808 |
|                                         | Einzeldenkmal der Gemeinschaftssiedlung Kaditz: Doppelhaus (Einzeldenkmal zu ID-Nr. 09305940)                                                            | Kötzschenbroder Straße 178; 180 (Karte)           | 1936–1939 (Doppelwohnhaus)                                                                 | Teil eines exemplarisches Zeugnisses des Kleinwohnungs- und Siedlungsbaus der 1930er Jahre, dokumentiert zudem auf anschauliche Weise die städtebauliche Entwicklung Dresdens seit der Weimarer Republik, als an den Rändern der Stadt zahlreiche Siedlungen entstanden, baugeschichtlich und stadtentwicklungsgeschichtlich bedeutend. | 09217809 |
|                                         | Einzeldenkmal der Gemeinschaftssiedlung Kaditz: Wohnhaus (Einzeldenkmal zu ID-Nr. 09305940)                                                              | Kötzschenbroder Straße 182 (Karte)                | 1936–1939 (Mehrfamilienwohnhaus)                                                           | Teil eines exemplarisches Zeugnisses des Kleinwohnungs- und Siedlungsbaus der 1930er Jahre, dokumentiert zudem auf anschauliche Weise die städtebauliche Entwicklung Dresdens seit der Weimarer Republik, als an den Rändern der Stadt zahlreiche Siedlungen entstanden, baugeschichtlich und stadtentwicklungsgeschichtlich bedeutend. | 09217810 |
|                                         | Einzeldenkmal der Gemeinschaftssiedlung Kaditz: Doppelhaus (Einzeldenkmal zu ID-Nr. 09305940)                                                            | Kötzschenbroder Straße 184; 186 (Karte)           | 1936–1939 (Doppelwohnhaus)                                                                 | Teil eines exemplarisches Zeugnisses des Kleinwohnungs- und Siedlungsbaus der 1930er Jahre, dokumentiert zudem auf anschauliche Weise die städtebauliche Entwicklung Dresdens seit der Weimarer Republik, als an den Rändern der Stadt zahlreiche Siedlungen entstanden, baugeschichtlich und stadtentwicklungsgeschichtlich bedeutend. | 09217811 |
| Weitere Bilder                          | Ranke-Drogerie (ehem.): Wohnhaus mit halbrunder Wartehalle in Ecklage und offener Bebauung                                                               | Leipziger Straße 199 (Karte)                      | 1920er Jahre (Wohn- und Geschäftshaus)                                                     | in städtebaulich prägender Lage an Kreuzung Leipziger und Rankestraße, Betonung der Ecklage durch runden, eingeschossigen Vorbau (ehemals Wartehalle) und Ausbildung der Fassade in diesem Bereich, schlichter Putzbau, bauzeitliche Treppenhausgestaltung, exemplarisch für Architekturentwicklung um 1930, baugeschichtlich und architekturgeschichtlich bedeutend. | 09217689 |
| Weitere Bilder                          | Mietshaus in offener Bebauung | Leipziger Straße 203 (Karte)                      | um 1900 (Mietshaus)                                                                        | eines von vier Wohnhäusern, Ende des 19. Jahrhunderts entlang der Leipziger Straße vom Kaditzer Architekten und Baumeister F. H. Jähnig errichtet, zweigeschossiger Putzbau mit Mansardgeschoss und historisierenden Stilelementen, von baugeschichtlichem Wert, im Zusammenwirken mit den drei benachbarten, zeitgleich errichteten Wohngebäuden städtebauliche Wertigkeit. | 09217690 |
| Weitere Bilder                          | Mietshaus in offener Bebauung | Leipziger Straße 205 (Karte)                      | um 1900 (Mietshaus)                                                                        | eines von vier Wohnhäusern, Ende des 19. Jahrhunderts entlang der Leipziger Straße vom Kaditzer Architekten und Baumeister F. H. Jähnig errichtet, zweigeschossiger Putzbau mit Mansardgeschoss und historisierenden Stilelementen, von baugeschichtlichem Wert, im Zusammenwirken mit den drei benachbarten, zeitgleich errichteten Wohngebäuden städtebauliche Wertigkeit. | 09217691 |
| Weitere Bilder                          | Mietshaus in offener Bebauung | Leipziger Straße 207 (Karte)                      | um 1900 (Mietshaus)                                                                        | eines von vier Wohnhäusern, Ende des 19. Jahrhunderts entlang der Leipziger Straße vom Kaditzer Architekten und Baumeister F. H. Jähnig errichtet, zweigeschossiger Putzbau mit Mansardgeschoss und historisierenden Stilelementen, von baugeschichtlichem Wert, im Zusammenwirken mit den drei benachbarten, zeitgleich errichteten Wohngebäuden städtebauliche Wertigkeit. | 09217692 |
| Weitere Bilder                          | Mietshaus in offener Bebauung | Leipziger Straße 209 (Karte)                      | um 1900 (Mietshaus)                                                                        | eines von vier Wohnhäusern, Ende des 19. Jahrhunderts entlang der Leipziger Straße vom Kaditzer Architekten und Baumeister F. H. Jähnig errichtet, zweigeschossiger Putzbau mit Mansardgeschoss und historisierenden Stilelementen wie Eckrustizierungen und Fensterrahmungen, von baugeschichtlichem Wert, im Zusammenwirken mit den drei benachbarten, zeitgleich errichteten Wohngebäuden städtebauliche Wertigkeit. | 09217693 |
| Weitere Bilder                          | Zum Rankeschlößchen: Wohn- und Geschäftshaus (Rankestraße 21 und Leuckartstraße 2) in offener Bebauung und Ecklage mit Gaststätte im Erdgeschoss         | Leuckartstraße 2 (Karte)                          | 1903 (Wohn- und Geschäftshaus)                                                             | markanter, dreigeschossiger Putzbau mit Mansarddach, straßenbildprägend durch turmartige Ecklösung mit Zierfachwerkgiebel und Dachreiter, ursprünglich Gaststätte »Zum Rankeschlößchen«, Fassadengestaltung mit historisierenden und Jugendstilelementen, baugeschichtlich von Bedeutung, durch exponierte Lage auch eine städtebauliche Wertigkeit. | 09217694 |
|                                         | Mietshaus mit Einfriedung in Ecklage und offener Bebauung                                                                                                | Leuckartstraße 3 (Karte)                          | 1902 (Mietshaus)                                                                           | dreigeschossige Putzbau mit abgeschrägter Gebäudeecke und Dachreiter in straßenbildprägender Lage, historisierende Elemente, baugeschichtliche Bedeutung. | 09217812 |
|                                         | Doppelmietshaus (Leuckartstraße 12 und Wächterstraße 50) in Ecklage und offener Bebauung                                                                 | Leuckartstraße 12 (Karte)                         | um 1900 (Hälfte eines Doppelmietshauses)                                                   | dreigeschossiger, schlichter Klinker-Werkstein-Bau mit historisierenden Elementen, abgeschrägte Gebäudeecke mit Betonung durch Dachreiter, bauhistorische Bedeutung und straßenbildprägend. | 09217813 |
| Direkt Bild zu diesem Denkmal hochladen | Doppelmietshaus (Baudissinstraße 11 und Peschelstraße 15) mit Einfriedung in Ecklage und offener Bebauung                                                | Peschelstraße 15 (Karte)                          | 1899, bezeichnet Wetterfahne (Doppelmietshaus)                                             | späthistoristisches Wohngebäude, 1899 Datierung Wetterfahne, verputztes Erdgeschoss mit Ladeneinbau, zeittypische Klinker-Werkstein-Fassade, Ziergiebel und Dachreiter, baugeschichtliche Bedeutung | 09217671 |
| Weitere Bilder                          | Transformatorenhäuschen | Rankestraße (Karte)                               | um 1910 (Transformatorenstation)                                                           | in platzbildprägender Kreuzungslage, technikgeschichtlich und ortsgeschichtlich von Bedeutung. | 09217695 |
| Weitere Bilder                          | Mietvilla | Rankestraße 6 (Karte)                             | nach 1900 (Mietvilla)                                                                      | repräsentativer Putzbau mit hohem, ausgebauten Mansarddach mit Zwerchgiebeln, Fassadendekor zwischen Historismus und Jugendstil, baugeschichtlich und ortsgeschichtlich für die Stadt Dresden bedeutend. | 09217696 |
|                                         | Zum Rankeschlößchen: Wohn- und Geschäftshaus (Rankestraße 21 und Leuckartstraße 2) in offener Bebauung und Ecklage mit Gaststätte im Erdgeschoss         | Rankestraße 21 (Karte)                            | 1903 (Wohn- und Geschäftshaus)                                                             | markanter, dreigeschossiger Putzbau mit Mansarddach, straßenbildprägend durch turmartige Ecklösung mit Zierfachwerkgiebel und Dachreiter, ursprünglich Gaststätte »Zum Rankeschlößchen«, Fassadengestaltung mit historisierenden und Jugendstilelementen, baugeschichtlich von Bedeutung, durch exponierte Lage auch eine städtebauliche Wertigkeit. | 09217694 |
|                                         | Mietshaus in Ecklage und offener Bebauung | Rankestraße 26 (Karte)                            | um 1900 (Mietshaus)                                                                        | dreigeschossiger, schlichter Putzbau mit prägnanter Lage im Straßenraum, Betonung der Gebäudeecke durch turmartigen Aufbau, historische Schmuckformen, baugeschichtlich von Bedeutung. | 09217697 |
|                                         | Drei Mehrfamilienhäuser einer Wohnanlage mit Einfriedung und Toreinfahrt                                                                                 | Rankestraße 28a; 28b; 28c (Karte)                 | nach 1912 (Mehrfamilienwohnhaus)                                                           | Anlage aus fünf dreigeschossigen Gebäuden gruppiert um schmalen Eingangsstreifen und Innenhof, traditionell gestaltete Bauten mit markanten Mansarddächern und wenigem, betonend eingesetztem Fassadenschmuck, typisches Beispiel für die regional geprägte Reformbaukunst, siehe auch Rankestraße 28d-f, 28g, 30a-f, städtebaulich für Kaditz relevant, Anlage mit sozialgeschichtlicher, baugeschichtlicher und ortsgeschichtlicher Bedeutung. | 09217814 |
|                                         | Drei Mehrfamilienhäuser einer Wohnanlage | Rankestraße 28d; 28e; 28f (Karte)                 | nach 1912 (Wohnanlagenteil)                                                                | Anlage aus fünf dreigeschossigen Gebäuden gruppiert um schmalen Eingangsstreifen und Innenhof, traditionell gestaltete Bauten mit markanten Mansarddächern und wenigem, betonend eingesetztem Fassadenschmuck, typisches Beispiel für die regional geprägte Reformbaukunst, siehe auch Rankestraße 28a-c, 28g, 30a-f, städtebaulich für Kaditz relevant, Anlage mit sozialgeschichtlicher, baugeschichtlicher und ortsgeschichtlicher Bedeutung. | 09217815 |
|                                         | Mehrfamilienhaus einer Wohnanlage | Rankestraße 28g (Karte)                           | nach 1912 (Mehrfamilienwohnhaus)                                                           | Anlage aus fünf dreigeschossigen Gebäuden gruppiert um schmalen Eingangsstreifen und Innenhof, traditionell gestaltete Bauten mit markanten Mansarddächern und wenigem, betonend eingesetztem Fassadenschmuck, typisches Beispiel für die regional geprägte Reformbaukunst, siehe auch Rankestraße 28a-f, 30a-f, städtebaulich für Kaditz relevant, Anlage mit sozialgeschichtlicher, baugeschichtlicher und ortsgeschichtlicher Bedeutung. | 09217816 |
|                                         | Drei Mehrfamilienhäuser einer Wohnanlage mit Einfriedung und Toreinfahrt                                                                                 | Rankestraße 30a; 30b; 30c (Karte)                 | nach 1912 (Mehrfamilienwohnhaus)                                                           | Anlage aus fünf dreigeschossigen Gebäuden gruppiert um schmalen Eingangsstreifen und Innenhof, traditionell gestaltete Bauten mit markanten Mansarddächern und wenigem, betonend eingesetztem Fassadenschmuck, typisches Beispiel für die regional geprägte Reformbaukunst, siehe auch Rankestraße 28a-g, 30d-f, städtebaulich für Kaditz relevant, Anlage mit sozialgeschichtlicher, baugeschichtlicher und ortsgeschichtlicher Bedeutung. | 09217817 |
|                                         | Drei Mehrfamilienhäuser einer Wohnanlage | Rankestraße 30d; 30e; 30f (Karte)                 | nach 1912 (Mehrfamilienwohnhaus)                                                           | Anlage aus fünf dreigeschossigen Gebäuden gruppiert um schmalen Eingangsstreifen und Innenhof, traditionell gestaltete Bauten mit markanten Mansarddächern und wenigem, betonend eingesetztem Fassadenschmuck, typisches Beispiel für die regional geprägte Reformbaukunst, siehe auch Rankestraße 28a-g, 30a-c, städtebaulich für Kaditz relevant, Anlage mit sozialgeschichtlicher, baugeschichtlicher und ortsgeschichtlicher Bedeutung. | 09217818 |
|                                         | Mietvilla mit Einfriedung | Rankestraße 43 (Karte)                            | um 1900 (Mietvilla)                                                                        | historisierender, repräsentativer Klinker-Werkstein-Bau mit Seitenrisaliten und flachem Walmdach, aufgrund stilistischer Ausprägung baugeschichtlich sowie ortsgeschichtlich bedeutend. | 09217698 |
| Direkt Bild zu diesem Denkmal hochladen | Doppelmietshaus (Emilienstraße 1 und Rankestraße 76) in Ecklage und in offener Bebauung                                                                  | Rankestraße 76 (Karte)                            | um 1900 (Doppelmietshaus)                                                                  | markanter historisierender Wohnbau um 1900 mit charakteristischer Klinker-Werkstein-Architektur, auffällig die neobarocken Schmuckelemente insbesondere an den abgerundeten Ecken, baugeschichtlich bedeutend, Lage: nahe dem Ortseingang Radebeul, städtebaulich von Belang, da derartige Kopflagen mit neobarockem Gestus eher selten sind, zumal im Ortsteil Kaditz. | 09218549 |
|                                         | Thomas-Müntzer-Oberschule: Schulgebäude | Riegelplatz 2 (Karte)                             | bezeichnet 1894 (Schule)                                                                   | markanter, dreigeschossiger Klinkerbau mit Risalit und Turmaufsatz, mit Sandsteinelementen aufwändig gegliedert, platzbildprägend und eindrucksvolles Zeugnis der Schulbauarchitektur um 1900 mit bauzeitlichem Interieur, baugeschichtlich, ortsgeschichtlich und sozialgeschichtliche Bedeutung. | 09217700 |
|                                         | Mietvilla mit Einfriedung | Riegelplatz 4 (Karte)                             | 1890 (Mietvilla)                                                                           | repräsentative, dreigeschossige Mietvilla mit Klinker-Werkstein-Fassade und versachlichten, historisierenden Elementen und Jugendstileinfluss, baugeschichtlich und stadtentwicklungsgeschichtlich bedeutend. | 09217701 |
| Weitere Bilder                          | Einzeldenkmal der Wohnanlage des »Dresdner Bauverein«: Friedrich-August-Haus (Kolbestraße 1 und Roscherstraße 2, Einzeldenkmal zu ID-Nr. 09305974)       | Roscherstraße 2 (Karte)                           | bezeichnet 1899 (Doppelwohnhaus)                                                           | Einzeldenkmal der Sachgesamtheit Wohnanlage des »Dresdner Bauverein für Arbeiterwohnungen«: repräsentatives Gebäude mit reicher Jugendstilornamentik, Teil einer Ende des 19. Jh. im Zuge der industriellen Entwicklung entstandenen Wohnanlage abseits des alten Kaditzer Dorfkerns, bestehend aus acht zweigeschossigen Doppelhäusern mit schlichten Fachwerk- und Klinkerfassaden und Satteldächern nach norddeutschem Vorbild, eine der ersten genossenschaftlichen Bauvorhaben in Dresden, nach Liquidierung des Dresdner Bauvereins für Arbeiterwohnungen vom Dresdner Spar- und Bauverein übernommen und mit Friedrich-August-Haus zur Wohnanlage vereinigt, baugeschichtlich, ortsgeschichtlich und sozialgeschichtlich bedeutend, möglicherweise auch künstlerisch von Belang. | 09217702 |
|                                         | Einzeldenkmal der Wohnanlage des »Dresdner Bauverein«: Doppelhaus (Einzeldenkmal zu ID-Nr. 09305974)                                                     | Roscherstraße 4; 6 (Karte)                        | 1887–1899 (Doppelwohnhaus)                                                                 | Einzeldenkmal der Sachgesamtheit Wohnanlage des »Dresdner Bauverein für Arbeiterwohnungen«; baugeschichtlich, ortsgeschichtlich und sozialgeschichtlich bedeutend, möglicherweise auch künstlerisch von Belang. | 09217703 |
|                                         | Einzeldenkmal der Wohnanlage des »Dresdner Bauverein«: Doppelhaus (Einzeldenkmal zu ID-Nr. 09305974)                                                     | Roscherstraße 8; 10 (Karte)                       | 1887–1899 (Doppelwohnhaus)                                                                 | Einzeldenkmal der Sachgesamtheit Wohnanlage des »Dresdner Bauverein für Arbeiterwohnungen«; baugeschichtlich, ortsgeschichtlich und sozialgeschichtlich bedeutend, möglicherweise auch künstlerisch von Belang. | 09217760 |
|                                         | Einzeldenkmal der Wohnanlage des »Dresdner Bauverein«: Doppelhaus (Einzeldenkmal zu ID-Nr. 09305974)                                                     | Roscherstraße 12; 14 (Karte)                      | 1887–1899 (Doppelwohnhaus)                                                                 | Einzeldenkmal der Sachgesamtheit Wohnanlage des »Dresdner Bauverein für Arbeiterwohnungen«; baugeschichtlich, ortsgeschichtlich und sozialgeschichtlich bedeutend, möglicherweise auch künstlerisch von Belang. | 09217761 |
|                                         | Einzeldenkmal der Wohnanlage des »Dresdner Bauverein«: Doppelhaus (Einzeldenkmal zu ID-Nr. 09305974)                                                     | Roscherstraße 16; 18 (Karte)                      | 1887–1899 (Doppelwohnhaus)                                                                 | Einzeldenkmal der Sachgesamtheit Wohnanlage des »Dresdner Bauverein für Arbeiterwohnungen«; baugeschichtlich, ortsgeschichtlich und sozialgeschichtlich bedeutend, möglicherweise auch künstlerisch von Belang. | 09217762 |
| Weitere Bilder                          | Kläranlage Kaditz: Kläranlage mit unterirdischem Klärsystem und Hochbauten                                                                               | Scharfenberger Straße 152 (Karte)                 | 1908–1913 (Wasserversorgungs- und Abwasseranlage)                                          | Kläranlage Kaditz: Kläranlage mit unterirdischem Klärsystem und Hochbauten, wie Zulaufbauwerk, Vorreinigung, zwei Rechengebäuden einschl. Sandfang, Pumpstation, Heizhaus, Werkstatt, Wohnhaus A, Wohnhaus B, Wohnhaus C/D, Faultürmen und Brückenkran; zur Entstehungszeit modernste Anlage in Europa, Heimatschutzarchitektur, baugeschichtlich, industriegeschichtlich und ortsgeschichtlich bedeutend, zudem singulär. | 09217704 |
|                                         | Einzeldenkmal der Gemeinschaftssiedlung Kaditz: Wohnhaus (Einzeldenkmal zu ID-Nr. 09305940)                                                              | Seewiesenweg 1 (Karte)                            | 1936–1939 (Mehrfamilienwohnhaus)                                                           | Teil eines exemplarisches Zeugnisses des Kleinwohnungs- und Siedlungsbaus der 1930er Jahre, dokumentiert zudem auf anschauliche Weise die städtebauliche Entwicklung Dresdens seit der Weimarer Republik, als an den Rändern der Stadt zahlreiche Siedlungen entstanden, baugeschichtlich und stadtentwicklungsgeschichtlich bedeutend. | 09217705 |
|                                         | Einzeldenkmal der Gemeinschaftssiedlung Kaditz: Wohnhaus (Einzeldenkmal zu ID-Nr. 09305940)                                                              | Seewiesenweg 2 (Karte)                            | 1936–1939 (Mehrfamilienwohnhaus)                                                           | Teil eines exemplarisches Zeugnisses des Kleinwohnungs- und Siedlungsbaus der 1930er Jahre, dokumentiert zudem auf anschauliche Weise die städtebauliche Entwicklung Dresdens seit der Weimarer Republik, als an den Rändern der Stadt zahlreiche Siedlungen entstanden, baugeschichtlich und stadtentwicklungsgeschichtlich bedeutend. | 09217819 |
|                                         | Einzeldenkmal der Gemeinschaftssiedlung Kaditz: Doppelhaus (Einzeldenkmal zu ID-Nr. 09305940)                                                            | Seewiesenweg 3; 5 (Karte)                         | 1936–1939 (Doppelwohnhaus)                                                                 | Teil eines exemplarisches Zeugnisses des Kleinwohnungs- und Siedlungsbaus der 1930er Jahre, dokumentiert zudem auf anschauliche Weise die städtebauliche Entwicklung Dresdens seit der Weimarer Republik, als an den Rändern der Stadt zahlreiche Siedlungen entstanden, baugeschichtlich und stadtentwicklungsgeschichtlich bedeutend. | 09217820 |
|                                         | Einzeldenkmal der Gemeinschaftssiedlung Kaditz: Hauszeile (Einzeldenkmal zu ID-Nr. 09305940)                                                             | Seewiesenweg 4; 6; 8 (Karte)                      | 1936–1939 (Mehrfamilienwohnhaus)                                                           | Teil eines exemplarisches Zeugnisses des Kleinwohnungs- und Siedlungsbaus der 1930er Jahre, dokumentiert zudem auf anschauliche Weise die städtebauliche Entwicklung Dresdens seit der Weimarer Republik, als an den Rändern der Stadt zahlreiche Siedlungen entstanden, baugeschichtlich und stadtentwicklungsgeschichtlich bedeutend. | 09217821 |
|                                         | Einzeldenkmal der Gemeinschaftssiedlung Kaditz: Wohnhaus (Einzeldenkmal zu ID-Nr. 09305940)                                                              | Seewiesenweg 7 (Karte)                            | 1936–1939 (Mehrfamilienwohnhaus)                                                           | Teil eines exemplarisches Zeugnisses des Kleinwohnungs- und Siedlungsbaus der 1930er Jahre, dokumentiert zudem auf anschauliche Weise die städtebauliche Entwicklung Dresdens seit der Weimarer Republik, als an den Rändern der Stadt zahlreiche Siedlungen entstanden, baugeschichtlich und stadtentwicklungsgeschichtlich bedeutend. | 09217822 |
|                                         | Einzeldenkmal der Gemeinschaftssiedlung Kaditz: Wohnhaus (Einzeldenkmal zu ID-Nr. 09305940)                                                              | Seewiesenweg 10 (Karte)                           | 1936–1939 (Mehrfamilienwohnhaus)                                                           | Teil eines exemplarisches Zeugnisses des Kleinwohnungs- und Siedlungsbaus der 1930er Jahre, dokumentiert zudem auf anschauliche Weise die städtebauliche Entwicklung Dresdens seit der Weimarer Republik, als an den Rändern der Stadt zahlreiche Siedlungen entstanden, baugeschichtlich und stadtentwicklungsgeschichtlich bedeutend. | 09217823 |
| Weitere Bilder                          | Emmausfriedhof Kaditz; Friedhof Serkowitzer Straße | (Karte)                                           | 1862 (Einfriedung), 1870–1871 (Soldatengrab)                                               | Friedhof Serkowitzer Straße: Friedhofseinfriedung mit Toranlage, Grabstätte für französische Kriegsgefangene und weitere denkmalwerte Grabmäler; diente ab 1862 als Erweiterung des Kirchhofs der Emmauskirche, künstlerisch, landschaftsgestalterisch sowie ortsgeschichtlich und personengeschichtlich bedeutend. | 09216971 |
|                                         | Wohnhaus und Seitengebäude eines Bauernhofes | Serkowitzer Straße 33 (Karte)                     | bezeichnet 1768 (Bauernhaus), bezeichnet 1768 (Seitengebäude), bezeichnet 1768 (Bauernhof) | beide Gebäude zweigeschossig, mit Fachwerk über massivem Erdgeschoss und Satteldach, das Seitengebäude mit Inschrifttafel, Teil der historisch gewachsenen, authentisch erhaltenen Dorfstruktur, baugeschichtlich und stadtentwicklungsgeschichtlich von Bedeutung. | 09217706 |
| Weitere Bilder                          | Friedhof Kaditz; Friedhof Spitzhausstraße | Spitzhausstraße 24 (Karte)                        | 1878 (Friedhofskapelle), 1878 (Einfriedung), 1879 (Kriegerdenkmal Deutsch-Franz. Krieg)    | Friedhof Spitzhausstraße: Friedhofseinfriedung mit Toranlage, Kriegerdenkmal und denkmalwerte Grabmale; diente ab 1878 als dritter Kaditzer Friedhof, wichtiges Zeugnis der Friedhofskultur, künstlerisch, landschaftsgestalterisch sowie ortsgeschichtlich und personengeschichtlich bedeutend. | 09216970 |
|                                         | Wohnstallhaus eines kleinen Bauernhofes | Übigauer Straße 4 (Karte)                         | bezeichnet 1868 (Wohnstallhaus)                                                            | ortstypisches, massives Wohngebäude, Inschrift am Giebel, Teil des historisch gewachsenen, authentisch erhaltenen Dorfkerns von Kaditz, baugeschichtlich und stadtentwicklungsgeschichtlich bedeutend. | 09217708 |
| Direkt Bild zu diesem Denkmal hochladen | Wegesäule | Übigauer Straße 10 (vor) (Karte)                  | 1845 (Wegestein)                                                                           | bemerkenswertes Beispiel mit herausgearbeitetem Kopf und Inschrift, Sandstein, ortsgeschichtlich und verkehrsgeschichtlich bedeutend. | 09217707 |
|                                         | Wohnhausgruppe mit Einfriedung | Wächterstraße 33; 35; 37 (Karte)                  | um 1912 (Mehrfamilienwohnhaus)                                                             | sachlich gestaltete Häuserzeile mit ausgewogener Fassadengliederung, dominiert von Dreiecksgiebeln, Belebung durch Klappläden aus der Entstehungszeit, Zaun bildet funktionale und gestalterische Einheit mit Gebäuden, als markante Beispiele der Reformarchitektur Anfang des 20. Jahrhunderts baugeschichtlich bedeutend. | 09217710 |
|                                         | Wohnhaus in offener Bebauung mit Einfriedung | Wächterstraße 39 (Karte)                          | um 1912 (Mehrfamilienwohnhaus)                                                             | in gestalterisch adäquater Form mit der Nachbarbebauung (Wächterstraße 33-37) ausgeführt, exemplarisches Beispiel der regionalen Reformarchitektur am Anfang des 20. Jahrhunderts, baugeschichtlich und ortsgeschichtlich bedeutend. | 09217709 |
|                                         | Doppelwohnhaus (Fechnerstraße 27 und Wächterstraße 39a) mit Teil der Einfriedung in Ecklage und offener Bebauung                                         | Wächterstraße 39a (Karte)                         | um 1912 (Doppelwohnhaus)                                                                   | zweigeschossiger, mächtiger Putzbau mit Mansardgeschoss, typisches Beispiel für die regional geprägte Reformbaukunst, straßenbildprägend und baugeschichtlich von Bedeutung. | 09217716 |
|                                         | Doppelwohnhaus (Fechnerstraße 28 und Wächterstraße 39b) in Ecklage und offener Bebauung, mit Teil der Einfriedung                                        | Wächterstraße 39b (Karte)                         | um 1912 (Doppelwohnhaus)                                                                   | zweigeschossiger, mächtiger Putzbau mit Mansardgeschoss, typisches Beispiel für die regional geprägte Reformbaukunst, straßenbildprägend und baugeschichtlich von Bedeutung. | 09217717 |
|                                         | Wohnhaus mit Einfriedung in offener Bebauung | Wächterstraße 42 (Karte)                          | um 1912 (Mehrfamilienwohnhaus)                                                             | zweigeschossiger Putzbau mit Schmuckformen, Mansardgeschoss,Treppenhaus mit originalen Farbglasfenstern, exemplarisches Beispiel der regionalen Reformarchitektur Anfang des 20. Jahrhunderts, baugeschichtlich und ortsgeschichtlich bedeutend | 09217711 |
|                                         | Doppelmietshaus mit Einfriedung in offener Bebauung | Wächterstraße 44; 46 (Karte)                      | um 1900 (Doppelmietshaus)                                                                  | mit zeittypischer, historisierender Klinker-Werkstein-Fassade, im verputzten Erdgeschoss Ladeneinbauten, typisches Beispiel der späthistoristischen Bauweise um 1900 in Dresden, von bauhistorischer Bedeutung. | 09217712 |
|                                         | Wohnhaus in offener Bebauung | Wächterstraße 47 (Karte)                          | 1929 (Mehrfamilienwohnhaus)                                                                | viergeschossiger Wohnbau mit Putzfassade mit nur wenigen expressionistischen Stilmitteln, ausgewogene Fassadengestaltung, baugeschichtlich von Bedeutung. | 09217713 |
|                                         | Mietshaus mit Einfriedung in Ecklage und offener Bebauung                                                                                                | Wächterstraße 48 (Karte)                          | 1904 (Mietshaus)                                                                           | mit abgeschrägter Gebäudeecke betont durch Dachreiter, Erdgeschoss putzsichtig, die beiden Obergeschosse in zeittypischer Klinker-Werkstein-Fassade mit historisierenden Elementen, bauhistorischen Bedeutung, straßenbildprägend im Zusammenhang mit gegenüberliegender Wächterstraße 50 bzw. Leuckartstraße 12. | 09217714 |
|                                         | Wohnhaus in offener Bebauung mit Einfriedung | Wächterstraße 49 (Karte)                          | um 1912 (Mehrfamilienwohnhaus)                                                             | zweigeschossiger Putzbau mit Schmuckelementen, ausgebautes Mansardgeschoss, weitgehend ursprünglich erhaltenes und exemplarisches bauliches Zeugnis der Architektur nach 1900 in Dresden, von baugeschichtlicher Bedeutung und von baukünstlerischem Wert wegen qualitätvoller Fassadengestaltung. | 09217715 |
| Direkt Bild zu diesem Denkmal hochladen | Doppelmietshaus (Leuckartstraße 12 und Wächterstraße 50) in Ecklage und offener Bebauung                                                                 | Wächterstraße 50 (Karte)                          | um 1900 (Hälfte eines Doppelmietshauses)                                                   | dreigeschossiger, schlichter Klinker-Werkstein-Bau mit historisierenden Elementen, abgeschrägte Gebäudeecke mit Betonung durch Dachreiter, bauhistorische Bedeutung und straßenbildprägend. | 09217813 |
|                                         | Doppelmietshaus mit Einfriedung in offener Bebauung | Waldemarstraße 7; 9 (Karte)                       | um 1900 (Doppelmietshaus)                                                                  | zweigeschossig, ausgebautes Mansardgeschoss, zeittypische Klinker-Werkstein-Fassade mit historisierenden Elementen, charakteristisches Beispiel für die Architekturentwicklung des ausgehenden 19. bzw. beginnenden 20. Jahrhunderts in Dresden, baugeschichtlich bedeutend. | 09217719 |
|                                         | Doppelmietshaus mit Einfriedung in offener Bebauung | Waldemarstraße 12; 14 (Karte)                     | um 1904 (Doppelmietshaus)                                                                  | zweigeschossig, ausgebautes Mansardgeschoss, mit zeittypischer Klinker-Werkstein-Fassade, Gestaltung durch dekorativen Farbwechsel der Klinker und historisierende Elemente, charakteristisches Beispiel für die Architekturentwicklung Anfang des 20. Jahrhunderts in Dresden, baugeschichtlich und ortsgeschichtlich bedeutend, gesteigerter Aussagewert durch zeitgleich entstandene Nachbarbebauung. | 09217720 |
|                                         | Doppelmietshaus mit Einfriedung in Ecklage und offener Bebauung                                                                                          | Waldemarstraße 16; 18 (Karte)                     | bezeichnet 1904 (Doppelmietshaus)                                                          | zweigeschossig, ausgebautes Mansardgeschoss, mit zeittypischer Klinker-Werkstein-Fassade, Gestaltung durch dekorativen Farbwechsel der Klinker und historisierende Elemente, charakteristisches Beispiel für die Architekturentwicklung Anfang des 20. Jahrhunderts in Dresden, baugeschichtlich und ortsgeschichtlich bedeutend, gesteigerter Aussagewert durch zeitgleich entstandene Nachbarbebauung. | 09217721 |
|                                         | Einzeldenkmal der Gemeinschaftssiedlung Kaditz: Wohnhaus (Einzeldenkmal zu ID-Nr. 09305940)                                                              | Zitzschewiger Straße 30 (Karte)                   | 1936–1939 (Mehrfamilienwohnhaus)                                                           | Teil eines exemplarisches Zeugnisses des Kleinwohnungs- und Siedlungsbaus der 1930er Jahre, dokumentiert zudem auf anschauliche Weise die städtebauliche Entwicklung Dresdens seit der Weimarer Republik, als an den Rändern der Stadt zahlreiche Siedlungen entstanden, baugeschichtlich und stadtentwicklungsgeschichtlich bedeutend. | 09217824 |

## Ehemalige Kulturdenkmale
| Bild                                    | Bezeichnung   | Lage                   | Datierung       | Beschreibung | ID |
| --------------------------------------- | ------------- | ---------------------- | --------------- | ------------ | -- |
|                                         | Torbogen      | Altkaditz 4 (Karte)    | bezeichnet 1899 |              |    |
| Direkt Bild zu diesem Denkmal hochladen | Trafohäuschen | Rankestraße 35 (Karte) |                 |              |    |

## Ausführliche Denkmaltexte
1. ↑  
Das zweigeschossige, langgestreckte Wohnstallhaus des Dreiseithofes Altkaditz 1 stammt aus der 1. Hälfte des 19. Jahrhunderts. Das giebelständige Gebäude ist hofseitig im Bereich der ersten drei Fensterachsen in massiver Bauweise errichtet, rückwärtig schließt sich ein Fachwerkteil an, der im Obergeschoss eine auskragende Oberlaube aufweist. Daran anschließend ein in Traufhöhe endender Anbau jüngeren Datums. Die hofseitige Satteldachfläche mit drei Fledermausgauben. Gestalterisch wird der zum Anger orientierte Giebel durch Bauschmuckelemente (geputzte Eckrustizierungen, Fensterverdachungen) bestimmt, die vermutlich Ende des 19. Jahrhunderts angebracht wurden. Das in traditioneller Bauweise errichtete Wohngebäude ist Teil der historisch gewachsenen, authentisch erhaltenen und überregional bedeutenden Dorfstruktur Altkaditz. Zudem ist es bau- und stadtentwicklungsgeschichtlich für die Stadt Dresden von Bedeutung.
2. ↑  
Errichtet in der 1. Hälfte des 19. Jahrhunderts wurde das zweigeschossige, giebelständige Gebäude Altkaditz 2 nachweislich seit 1844 als kleine Weinschänke betrieben. Die Gasthausfunktion („Schneiders Bier- und Weinschank“) erhielt sich bis zum Jahre 1975, seit dieser Zeit als Wohnhaus genutzt. Platzseitige Giebelinschrift auf geputztem Träger „Weinschank von C.G. Findeisen, Willkommen. Alle die Ihr hier kehrt ein. Es wird Euch erquicken ein gut Glas Wein.“. Die Fachwerkkonstruktion ist straßenseitig und im rückwärtigen Hofteil noch erhalten, der Giebel und die ersten drei hofseitigen Fensterachsen wurden in massiver Bauweise "versteinert". Der Dachüberstand hofseitig in bauzeitlich typischer Konstruktion (Kragdach). Traditionelle Gestaltungselemente wie Zwillingsfenster im Dachgeschoss mit aufwändiger Fensterrahmung kamen vermutlich im Zuge des nebenstehenden, eingeschossigen Erweiterungsbaus (1885) hinzu. Als Teil des überregional bedeutenden historischen Dorfkerns von Altkaditz kommt dem Gebäude eine hohe sozial- und baugeschichtliche Wertigkeit zu.
3. ↑  
Als Einfahrtsbereich für eine stattliche Hofanlage Altkaditz 4 aus der 1. Hälfte des 19. Jahrhunderts erbaut, erhielt sich der imposante Torbogen samt angrenzender Mauerbereiche in Lage und gestalterischer Ausprägung bis heute. Die historische Gebäudestruktur fiel einem Scheunenbrand zum Opfer, die heutige Gestalt erhielt der Hof durch Wiederaufbau um 1905. Der breit gelagerte, gemauerte Torbogen mit Sandsteinsockel, Radabweisern (Prellsteine) und großzügiger Überwölbung trägt im Schlussstein die Bezeichnung „J.B.F. 1899“. Der Torbogen ist wichtiger Sachzeuge der ortstypischen Hof- und Einfriedungsanlagen und bestimmt das überkommene, authentisch erhaltene Ortsbild des überregional bedeutsamen Dorfkerns von Altkaditz maßgeblich mit.
4. ↑  
Das markante Wohnhaus des Dreiseithofes wurde nach einem Großbrand im Dorf im Januar 1906 neu errichtet. Über massiv ausgeführtem Erdgeschoss erhebt sich ein auskragender, zweigeschossiger Fachwerkbereich mit doppelter, breit gelagerter Giebelstellung. Ausbildung eines massiven Brandgiebels zum Nachbargrundstück. Deutlich sind die architektonischen Einflüsse des städtischen Villenbaus erkennbar. Kubatur und Gestaltung (Fenstergliederung, Zierfachwerk) des ortsbildprägenden Gebäudes entsprechen den bauzeitlichen Anforderungen an modernes Wohnen, ein Nutzungswandel im Bereich der Volksbauweise tritt ein. Das Seitengebäude stammt, wie die anderen rückwärtigen Bauten (alle keine Kulturdenkmale) noch aus der Erbauungszeit um 1880. Die Hofanlage Altkaditz 7 gilt als exemplarisches Beispiel für bauliche Anpassungen nach 1900 in den ländlich geprägten Vororten Dresdens. Als Teil der überregional bedeutsamen Dorfanlage Altkaditz und als Sachzeuge der Bau- und Stadtentwicklungsgeschichte besitzt die Hofanlage eine hohe Wertigkeit.
5. ↑  
Das zweigeschossige, langgestreckte Wohnstallhaus der Hofanlage Altkaditz 8 stammt aus der 1. Hälfte des 19. Jahrhunderts. Das giebelständige Gebäude ist im Erdgeschoss in massiver Bauweise und im Obergeschoss in Fachwerk ausgeführt, Ausnahme bildet hier der vollständig gemauerte Giebel. Auskragender Dachüberstand (Satteldach) zur Hofseite. Rückwärtig schließt sich ein Neubau an. Ortstypische Fenstergestaltung im Giebel mit zwei Fensterachsen in Erd- und Obergeschoss, im Dachgeschoss ehemals Zwillingsfenster. Die Einbaulage der Fenster am Giebel vermutlich durch jüngst durchgeführte Wärmedämmmaßnahmen optisch verändert. Das in traditioneller Bauweise errichtete Wohngebäude ist Teil der historisch gewachsenen, authentisch erhaltenen, überregional bedeutenden Dorfstruktur Altkaditz. Zudem ist es bau- und stadtentwicklungsgeschichtlich für die Stadt Dresden von Bedeutung.
6. ↑  
Mit breitem, aufwändig gestaltetem Giebel steht das zweigeschossige Fachwerkhaus, vermutlich aus dem 18. Jahrhundert stammend, am Kaditzer Dorfanger. Drei Fensterachsen sind durch massives Erdgeschoss und Fachwerk in den Obergeschossen ausgebildet, das geschlossene Satteldach ist durch Biberschwanzziegel in Kronendeckung belegt. Der hintere, ebenfalls zweigeschossige Gebäudeanbau wurde nach dem Großbrand von 1906 in massiver, putzsichtiger Bauweise ausgeführt. First- und Geschosshöhen wurden gegenüber dem älteren Vorderhaus verändert, was zu großzügigeren Wohnräumen führte. Die beiden Gebäudeteile sind durch einen Brandgiebel getrennt. Neben seiner bau- und stadtentwicklungsgeschichtlichen Bedeutung kommt dem Gebäude Altkaditz 9 als Teil des auch überregional bedeutsamen historischen Dorfkerns eine hohe Wertigkeit zu.
7. ↑  
Als Einfahrtsbereich einer großräumigen Hofanlage aus der 1. Hälfte des 19. Jahrhunderts erbaut, erhielt sich der ortsbildprägende Torbogen samt angrenzender Mauerbereiche in Lage und gestalterischer Ausprägung bis heute. Der gemauerte, putzsichtige Torbogen mit Resten von Sandsteinsockel und Radabweisern (Prellsteinen) trägt im Schlussstein die Jahreszahl 1799. Der Schlussstein wurde im Jahre 2000 restauriert. Der Torbogen von Altkaditz 10 ist wichtiger Sachzeuge der ortstypischen Hof- und Einfriedungsanlagen und bestimmt das überkommene, authentisch erhaltene Ortsbild des überregional bedeutsamen Dorfkerns von Altkaditz maßgeblich mit.
8. ↑  
Das zweigeschossige Wohnstallhaus der Hofanlage Altkaditz 11 steht giebelständig zum Angerbereich. Es wurde im 18. Jahrhundert errichtet und ist als ältester Teil des Hofes anzusehen. Die rückwärtig sich anschließenden Gebäudeteile sind jüngeren Datums (kein Denkmalstatus) und wurden vermutlich nach dem Großbrand von 1906 in veränderter Kubatur errichtet. Die Bauweise des Wohnstallhauses ist in orts- und zeittypischer Manier ausgeführt: Erdgeschoss massiv, das Obergeschoss in Fachwerkkonstruktion. Als architektonische Besonderheiten sind der breite, hofseitige Dachüberstand und die sich über zwei Fensterachsen erstreckende Oberlaube zu benennen. Dem Bauernhaus kommt neben seiner bau- und stadtentwicklungsgeschichtlichen Bedeutung für die Stadt Dresden als Teil des auch überregional bedeutsamen historischen Dorfkerns von Kaditz eine hohe Wertigkeit zu.
9. ↑  
An dem aus der 1. Hälfte des 19. Jahrhunderts stammenden Wohnstallhaus des ehemaligen Dreiseithofes Altkaditz 14 lässt sich exemplarisch die bäuerliche Lebensweise jener Zeit ablesen. Das Gebäude ist funktionell und gestalterisch in mehrere Bereiche unterteilt. Der putzsichtige Giebel, unter welchem sich vermutlich das Fachwerk noch erhalten hat, mit ortstypischem, rundbogigem Zwillingsfenster erstreckt sich hofseitig über zwei Fensterachsen. Daran anschließend in rückspringender Flucht Fachwerkausbildung im Obergeschoss mit Oberlaube. Die Oberlichter der Zwillingsfenster sind noch in situ erhalten mit feingliedriger Teilung. Die Hofanlage wird durch eine breite, überdachte Toranlage mit großzügig überwölbter Zufahrt und seitlicher Pforte zum Anger hin abgeschlossen (in dem mit Initialen, alter Hausnummer und gekreuzten Pflugmessern geschmückten Schlussstein bezeichnet 1803). Neben seiner bau- und stadtentwicklungsgeschichtlichen Bedeutung für die Stadt Dresden kommt dem ortsbildprägenden Gebäude und seiner Nebenanlage als Teil des auch überregional bedeutsamen historischen Dorfkerns von Kaditz eine hohe Wertigkeit zu.
10. ↑  
Eindrucksvoll vermittelt die großräumige Hofanlage in ihrer historischen Gebäudestruktur und mittels des imposanten Torbereiches den bauzeitlichen Anspruch an großbäuerliche Höfe und zählt somit zu einer der authentischsten Anlagen von Altkaditz. Der Hofzugang mit großzügig überwölbter Toreinfahrt, Prellsteinen und nebenstehender Pforte weist im Schlussstein die Initialen „JCG 1816“ auf, darunter bäuerliches Symbol aus gekreuzter Gabel und Dreschflegel. Schlussstein über der Pforte durch Darstellung gekreuzter Sechen verziert. Wohnhaus und Seitengebäude sind zweigeschossig, giebelständig zum Anger ausgerichtet. Am Wohnhaus wirken die im 20. Jahrhundert veränderten Fensterformate des Erdgeschosses störend, ansonsten ortstypische Ausbildung des putzsichtigen Baus mit Satteldach. Das schmalere, putzsichtige Seitengebäude (ehem. Auszugshaus) ist im Giebel mit ortstypischem rundbogigem Zwillingsfenster versehen, im hinteren Teil Bereich in sichtbarer Fachwerkstruktur. Neben seiner bau- und ortsgeschichtlichen Bedeutung für die Stadt Dresden kommt der ortsbildprägenden Hofanlage Altkaditz 15 als Teil des überregional bedeutsamen historischen Dorfkerns eine hohe Wertigkeit zu.
11. ↑  
Der Hof Altkaditz 17 zählt zu den wenigen historischen Hofanlagen, die in ihrer historischen Gesamtstruktur aus der 1. Hälfte des 19. Jahrhunderts als Dreiseithofanlage erhalten sind. Das Hauptgebäude (ehem. Wohnstallhaus), das Seitengebäude (ehem. Stall- und Auszugshaus) und die den Hof abschließende, rückwärtig gelagerte Scheune sind heute weitestgehend authentisch erlebbar. Für das zweigeschossige, mit einem Satteldach versehene putzsichtige Wohnhaus ist das Umbaujahr 1894 bekannt. Dabei wurde das Obergeschoss als auskragende Fachwerkkonstruktion in Art einer Oberlaube bzw. eines geschlossenen Laubenganges ausgeführt und das Dachgeschoss, mit Schleppgauben versehen, zur Wohnnutzung ausgebaut. Das Auszugshaus mit massivem Erdgeschoss wurde 1995/96 saniert. Der Bauernhof steht exemplarisch für die historisch gewachsene, einheitliche Siedlungsstruktur des überregional bedeutenden Dorfkernes von Altkaditz mit seinen tiefen, zur Dorfmitte hin offenen Dreiseithöfen. Hieraus leitet sich seine hohe bau- und ortsgeschichtliche Bedeutung ab.
12. ↑  
Die vermutlich um 1800 entstandene, den Hof rückwärtig abschließende Scheune mit hohem Satteldach ist eindrucksvoller Sachzeuge der ehemaligen wirtschaftlichen Nutzung des Hofes. In Lage und Kubatur dem Scheunengebäude der Nummer 17 ähnelnd, stehen diese beiden Bauwerke exemplarisch für einen den Dorfkern ehemals geschlossen umgebenden Scheunengürtel. Die Denkmaleigenschaft der Scheune Altkaditz 19 ergibt sich aus dem bau- und wirtschaftsgeschichtlichen Wert des Gebäudes und der überregionalen Bedeutung des historischen Dorfkerns von Altkaditz.
13. ↑  
Das zweigeschossige, giebelständige Wohnhaus des ehemaligen Dreiseithofes Altkaditz 22 wurde in der 1. Hälfte des 19. Jahrhunderts errichtet. Im Erdgeschoss in massiver Bauweise, im Obergeschoss in Fachwerkkonstruktion ausgeführt. Innerhalb der letzten Jahre (um 2000) wurde eine Sanierung des Gebäudes und ein Ausbau des Dachgeschosses mit der Errichtung von Gauben durchgeführt. Gestalterische Besonderheit weist der Bau durch die hofseitige, im rückwärtigen Bereich des Obergeschosses angeordnete, offene Oberlaube und den beidseitig durch einen weit ausgestellten Aufschiebling ausgeführten Dachüberstand auf. Das dorfbildprägende Wohnhaus ist sowohl bau- und ortsgeschichtlich für die Stadt Dresden als auch überregional als Teil des historischen Dorfkerns von Altkaditz von Bedeutung.
14. ↑  
Der markante Dreiseithof, bestehend aus Wohnstallhaus, Seitengebäude, Tor und Pforte zum Anger sowie feldseitiger Einfriedung zählt trotz der hohen Substanzverluste in den 1990er Jahren zu den authentischsten bäuerlichen Anlagen im Dorf Altkaditz. Bereits im Jahre 1547 werden Bauten an dieser Stelle benannt. Das giebelständige Wohnstallhaus des Anwesens ist eines der ältesten und gestalterisch qualitätvollsten Fachwerkhäuser im historischen Dorfkern, aufwändig gestaltet durch Fachwerk im Obergeschoss mit bemerkenswertem zehnjochigem Laubengang und Kragdach. Auf dem Giebel befinden sich zwischen den Fenstern des ersten Stockwerkes zwei ovale, mit Ähren und Lorbeerlaub eingefasste Inschriftenflächen, eine datiert mit 1799. Die Texte der Medaillons wurden einem zur damaligen Zeit bekannten Lied („Zufriedenheit mit seinem Stande“ von Christian Fürchtegott Gellert) entlehnt. Der hofseitige Eingang in das Wohnstallhaus ist bezeichnet mit 1802. Das massive Seitengebäude ist wohl Mitte des 19. Jahrhunderts entstanden und wurde mehrfach verändert. 1993 erwarb die evangelisch-lutherische Freikirche den Gutshof und baute ihn zu einem Gemeindezentrum aus. Heute dienen die Gebäude Wohnzwecken. Die ortsbildprägende Anlage Altkaditz 23 ist als herausragendes Zeugnis der ländlichen Bauweise des frühen 19. Jahrhunderts in dieser Region bau- und stadtentwicklungsgeschichtlich bedeutend  Zudem kommt dem Anwesen als Teil der überregional bedeutenden historischen Dorfanlage von Altkaditz hohe Wertigkeit zu.
15. ↑  
Südlich der Kirche liegt das stattliche, ortsbildprägende Pfarrgut Altkaditz. Das breit gelagerte zweigeschossige Pfarrhaus (Nummer 25) ist im Erdgeschoss-Bereich massiv, im Obergeschoss in Fachwerk erbaut, welches nur teilweise sichtbar ist, darüber ein Krüppelwalmdach. Das barocke Gebäude trägt im Schlussstein der rustizierten Rundbogentür die Datierung 1686. Im Innenbereich weitestgehender Erhalt der bauzeitlichen Disposition: die Räume gruppieren sich um die mittige Eingangshalle und das Treppenhaus. Das zweigeschossige Nebengebäude (Nummer 23a), als Fachwerkobergeschoss über massivem Erdgeschoss errichtet, mit Satteldach und Fledermausgauben, steht ebenso wie das Pfarrhaus in giebelständiger Stellung zum Dorfanger und setzt somit die ortsübliche Bebauung konsequent fort. Seine Entstehung ist in die 1. Hälfte des 19. Jahrhunderts zu datieren. Der hofseitige Dachüberstand und die rückwärtige Oberlaubenkonstruktion mit Zugang geben dem Gebäude sein besonderes gestalterisches Gepräge. Umfassende Sanierungen fanden um 2005 statt. Beide Gebäude durch Sandstein-Einfriedung mit zwei Toranlagen (Sandsteinsäulen mit dekorativen Aufsätzen) angerseitig verbunden. Dem markanten ländlichen Anwesen Altkdaditz 23a/25 kommt bau- und stadtentwicklungsgeschichtlich sowie als Teil des historischen Dorfkerns von Kaditz auch überregional hohe Bedeutung zu.
16. ↑  
Die weithin sichtbare Kirche, ein Saalbau mit markantem Westturm, zählt durch ihre erste urkundliche Erwähnung im Jahre 1237 nachweislich zu den ältesten Sakralbauten der Stadt Dresden. Die Emmauskirche (bis 1904 Laurentiuskirche) wurde in den Hussitenkriegen 1429/30 zerstört, anschließend wieder aufgebaut. Um 1500 erfolgte ein Neubau des Kirchgebäudes als spätgotischer Saalbau mit markantem Westturm. Die ältesten, spätgotischen Teile des Baus stammen aus dieser Zeit. Um 1637 durch Brand schwer geschädigt und wieder errichtet, fanden in der Barockzeit 1750–56 umfangreiche Umbauten statt (so auch die innere Ausgestaltung). Um 1680 wurden die Turmgiebel im Stil der Renaissance umgestaltet. Anfang des 19. Jahrhunderts erfolgten umfangreiche Reparaturen durch Zimmermeister Johann Christian Ziller. Im Jahr 1869 begann die äußerliche Erneuerung der Kirche im Stil der Neogotik durch die Gebrüder Ziller. Das Innere wurde von ihnen 1887/1888 neugotisch umgestaltet. Eine Vielzahl an kunsthistorisch bedeutenden Interieurteilen sind erhalten, hier herausragend ein hölzerner Kanzelaltar von Johann Gottfried Knöffler (1756) und die Jehmlich-Orgel mit neugotischem Prospekt. Die Glocken des Kirchturms wurden 1676/77 gegossen und hingen ursprünglich in der Dresdner Sophienkirche. Der von einer Mauer mit drei Eingängen und Toren eingefasste, parkähnliche Kirchhof mit imposantem Großgrün (Gerichtslinde) zeigt in exemplarischer Weise sowohl in seiner Struktur als auch seiner Ausgestaltung eine über Jahrhunderte gewachsene Friedhofskultur. Die ältesten historischen Grabmale stammen aus den Jahren 1730–1750. Auch eine Reihe qualitätvoller Grabanlagen des 19. Jahrhunderts sind erhalten sowie ein Kriegerdenkmal für die Gefallenen der beiden Weltkriege. Der evangelische Emmauskirche und dem sie umgebenden Kirchhof kommt neben ihrer hohen ortsgeschichtlichen und landschaftsgestalterischen Bedeutung ebenso eine überregionale kunst- und baugeschichtliche Wertigkeit zu.
17. ↑  
Die weithin sichtbare Kirche, ein Saalbau mit markantem Westturm, zählt durch ihre erste urkundliche Erwähnung im Jahre 1237 nachweislich zu den ältesten Sakralbauten der Stadt Dresden. Die Emmauskirche (bis 1904 Laurentiuskirche) wurde in den Hussitenkriegen 1429/30 zerstört, anschließend wieder aufgebaut. Die ältesten, spätgotischen Teile des Baus stammen aus dieser Zeit. Um 1637 durch Brand schwer geschädigt und wieder errichtet, fanden in der Barockzeit 1750–56 umfangreiche Umbauten statt, so auch die innere Ausgestaltung. 1869 wurde die Emmauskirche durch die Gebrüder Ziller im neugotischen Stil stark überformt, 1887/88 ebenso durch Ziller der Innenraum neu gestaltet. Eine Vielzahl an kunsthistorisch bedeutenden Interieurteilen sind erhalten, hier herausragend ein hölzerner Kanzelaltar von Gottfried Knöffler (1756) und die Jehmlich-Orgel mit neugotischem Prospekt. Die Glocken des Kirchturms wurden 1676/77 gegossen und hingen ursprünglich in der Dresdner Sophienkirche. Der von einer Mauer mit drei Eingängen und Toren eingefasste, parkähnliche Kirchhof mit imposantem Großgrün (Gerichtslinde) zeigt in exemplarischer Weise sowohl in seiner Struktur als auch seiner Ausgestaltung eine über Jahrhunderte gewachsene Friedhofskultur. Die ältesten historischen Grabmale stammen aus den Jahren 1730–1750. Auch eine Reihe qualitätvoller Grabanlagen des 19. Jahrhunderts sind erhalten sowie ein Kriegerdenkmal für die Gefallenen der beiden Weltkriege. Der evangelische Emmauskirche und dem sie umgebenden Kirchhof kommt neben ihrer hohen ortsgeschichtlichen und landschaftsgestalterischen Bedeutung ebenso eine überregionale kunst- und baugeschichtliche Wertigkeit zu.
18. ↑  
Das zweigeschossige Diakonat steht unmittelbar an den Kirchhof Kaditz anschließend, als Teil der Einfriedung um den Kirchhof fungierend. Der schlichte, spätbarocke Putzbau, errichtet über rechteckigem Grundriss, mit Walmdach und symmetrisch gegliederter Fassade ist durch Sandsteineinfassungen von Portal und Fenstern gestaltet, im Schlussstein des Eingangsportals bezeichnet mit 1719. Aufgrund seiner bau- und ortsgeschichtlichen Wertigkeit kommt dem Gebäude Altkaditz 29 eine hohe regionale Bedeutung zu. Zudem ist seine städtebauliche Lage in Zusammenhang mit Kirche und Kirchhof für das historisch überkommene Ortsbild von Kaditz von Bedeutung.
19. ↑  
Der markante Dreiseithof zählt zu einem der wenigen Anwesen in Altkaditz, die durch Erhalt der historischen Gebäudestruktur und Kubaturen trotz verschiedener baulicher Veränderungen an den Gebäuden eindrucksvoll die ländlichen Arbeits- und Lebensbedingungen der Landbevölkerung im frühen 19. Jahrhundert in der näheren Umgebung Dresdens auch heute noch authentisch vermitteln. Wohnhaus (Altkaditz 30) und Wohnstallhaus (Altkaditz 30a) zeigen das ortstypische Zwillingsfenster in den Giebeln. Straßenseitig befinden sich zwei Inschrifttafeln an der traufständigen Fassade des Wohnhauses. Das Wohnstallhaus, Fachwerkobergeschoss mit Satteldach über massivem Erdgeschoss, weist die bauzeitlich übliche Konstruktionsart auf. Die eingeschossige, ehemalige Scheune (Altkaditz 34) ist heute zu Wohnzwecken ausgebaut und besticht in der Giebelansicht durch die Wirkung des tief herunter gezogenen Satteldaches. Der Hofanlage kommt als bedeutender Sachzeuge der orts- und baugeschichtlichen Entwicklung und als Teil der historisch überregional bedeutenden Dorfanlage Altkaditz eine hohe Wertigkeit zu.
20. ↑  
Die ehemalige Kaditzer Kirchschule („Alte Schule“), gegenüber dem Kirchenbau liegend, wurde 1853/54 vermutlich unter Verwendung eines Vorgängerbaus durch Christian Gottlieb Ziller und Maurermeister Götze errichtet (bereits vorher durch Zimmermeister Johann Christian Ziller repariert). Heute dient das massive, zweigeschossige, mit einem Satteldach und Satteldachgauben versehene Gebäude Wohnzwecken. An der symmetrisch ausgerichteten Putzfassade ist gestalterisch besonders auffallend die auskragende Portalumrahmung in Sandstein mit innliegender Supraporte (bezeichnet 1854), Zahnfries und Akroterien. Es finden sich dort biblische Worte, die damaligen Erziehungsinhalten entsprachen. Das Schulgebäude Altkkaditz 32 ist ein wichtiger Sachzeuge der Stadtentwicklungsgeschichte Dresdens und bau- sowie sozialgeschichtlich bedeutend  Zusammen mit Kirche, Diakonat und Pfarrgut bildete die Schule das geistige Zentrum der Ortschaft, worin sein hoher ortsgeschichtlicher Wert begründet liegt.
21. ↑  
Die in Anlehnung an moderne Sozialbauten des zu dieser Zeit in Dresden tätigen Stadtbaurates Hans Erlwein errichtete Wohnhauszeile wurde im Jahre 1912 vollendet. Die zweigeschossige, langgestreckte Wohnhausgruppe von fünf Häusern besitzt ein bauzeittypisches Mansarddach, straßenseitig durch drei Zwerchgiebel und an beiden Gebäudeecken durch breit gelagerte Zwerchhäuser markant betont. Auch die Seiten- und Rückansichten des Gebäudes sind durch Dachaufbauten (seitlich Walmdächer, rückwärtig Dreiecksgiebel) und Scheindachbereiche sehr belebt. Die zwei straßenseitigen, tief eingerückten Hauseingänge Nummer 5 und 9 sind gestalterisch durch Rundbogenportale hervorgehoben, darüber die Inschrift „A.D. 1912“. Der mittig gelegene Eingang Nummer 7 erfuhr durch risalitartigen Vorsprung und Scheinbalustrade im Obergeschoss besonderen baulichen Akzent. Rückwärtiger Anbau von Balkonen und verstärkter Dachausbau durch Sanierung in jüngster Zeit erfolgt. Von der ursprünglichen Einfriedung ist nur noch rudimentär der massive Sockel erhalten. Die Wohnhauszeile An den Hufen 3-9 ist ein typisches Beispiel des Dresdner Wohnungsbaus aus der Zeit vor dem Ersten Weltkrieg, der seinen eigenen stilistischen Ausdruck fand. Aus der Vermischung von traditionalistischem Formengut und reformatorischen Ansprüchen entstand ein ganz eigenes Gepräge dieses Wohntypus. Aufgrund des gut erhaltenen baulichen Zustandes, seiner qualitätvollen Ausführung und der städtebaulichen Präsenz kommt dem Gebäudekomplex eine hohe stadt- und architekturgeschichtliche sowie sozialgeschichtliche Wertigkeit zu.
22. ↑  
Sachgesamtheit Siedlung Volksheim Kaditz mit folgenden Einzeldenkmalen: dem Doppelhaus An den Hufen 12/14 (ID-Nr. 09217666), dem Doppelhaus An den Hufen 13/15 (ID-Nr. 09217796), dem Wohnhaus An den Hufen 16 (ID-Nr. 09217795), dem Wohnhaus An den Hufen 17 (ID-Nr. 09217797), dem Doppelhaus Andersenstraße 2/4 (ID-Nr. 09217667), dem Doppelhaus Andersenstraße 15/17 (ID-Nr. 09217798), dem Doppelhaus Andersenstraße 16/18 (ID-Nr. 09217668), dem Doppelhaus Grimmstraße 46/48 (ID-Nr. 09217680), der Häuserzeile Grimmstraße 50/52/54 (ID-Nr. 09217803), dem Wohnhaus Gustav-Schwab-Straße 7 (ID-Nr. 09217683) und dem Wohnhaus Gustav-Schwab-Straße 9 (ID-Nr. 09217684) sowie den Außenanlagen als Sachgesamtheitsteil; Anlage Beispiel des Kleinwohnungs- und Siedlungsbaus um 1930, dokumentiert zudem auf anschauliche Weise die städtebauliche Entwicklung Dresdens seit der Weimarer Republik, als an den Rändern der Stadt zahlreiche Siedlungen entstanden, baugeschichtlich und stadtentwicklungsgeschichtlich bedeutend.
23. 1 2 3 4 5 6 7 8 9 10 11  
Die als Sachgesamtheit unter Denkmalschutz stehende „Siedlung Volksheim Kaditz“ besteht aus insgesamt 11 Gebäuden mit Einfriedungsmauern und Grüngestaltung zwischen An den Hufen, Andersenstraße, Grimmstraße und Gustav-Schwab-Straße. Die 1927–1930 nach Plänen des Architekten Martin Mitzscherling errichtete Wohnanlage der Baugenossenschaft Volksheim Dresden bestand aus ca. 210 Wohneinheiten. Durch die bauzeitliche Ausstattung der Wohnungen mit Bad, innenliegendem WC und Loggia sowie der Bereitstellung von kleinen, zur Eigenwirtschaft genutzten Gärten, ganz im Sinne des sozialreformatorischen Gedankens jener Zeit, zählten die Gebäude zu den fortschrittlichsten, modernsten Wohnbauten der Stadt. Die dreigeschossigen traditionell gestalteten Bauten mit axialen Lochfassaden und Walmdächern sind belebt durch expressionistische Elemente wie Klinkerbänder, dreieckige Dachfenster und spitz vorkragende Erker. Die Siedlung gilt als baugeschichtlich, sozialgeschichtlich und stadtentwicklungsgeschichtlich bedeutend. Zum einen sind die Häuser exemplarische Zeugnisse des Kleinwohnungs- und Siedlungsbaus der 1920er Jahre, zum anderen dokumentieren sie auf anschauliche Weise die städtebauliche Entwicklung Dresdens.
24. ↑  
Das breitgelagerte Doppelmietshaus liegt in offener Bebauung und Ecklage an der aufgeweiteten Straßenecke Emilienstraße/Rankestraße über unregelmäßigem Grundriss, heute durch ein flaches, ehemals mit kleinen Dachaufbauten versehenes Walmdach abgeschlossen. Der markante, späthistoristische Bau entstand um 1900 mit zeittypischer Klinker-Werkstein-Fassade. Neben den charakteristischen Fensterrahmungen und -verdachungen sind besonders die zahlreichen historisierenden Schmuckelemente (neobarock) hervorzuheben, die sich vor allem an den abgerundeten Ecken und in den Putzfeldern oberhalb der Fenster (figürliche Darstellungen) im ersten Obergeschoss befinden. Das Gebäude wurde 2013 saniert. Neben seiner baugeschichtlichen Bedeutung als Zeugnis des beschriebenen Baustils kommt dem Gebäude auch eine hohe städtebauliche Wertigkeit zu.
25. ↑  
Die an der Stadtgrenze zu Radebeul gelegene, repräsentative spätgründerzeitliche Mietvilla erhebt sich als dreigeschossiger Bau über annähernd quadratischem Grundriss in charakteristischer Klinker-Werkstein-Architektur. Das erste Obergeschoss betonen ein breiter, straßenseitig gelegener Balkon und Fensterverdachungen sowie ein rechteckiges Stuck-Relief. In diesem ein Symbol dem Aesculapstab ähnlich erkennbar, hier allerdings mit zwei Schlangen und Flügeln bekrönt, daneben auf den Schriftbändern das Baujahr „Anno 1898“ benannt. Die Seitenfassaden sind ähnlich gestaltet. An der südlichen Seitenfassade befindet sich eine über beide Obergeschosse erstreckende hölzerne Erkerkonstruktion auf zwei massiven Klinkersäulen. Die originale Einfriedung aus Torpfosten und schmiedeeisernen Zaunfeldern ist noch in Teilen erhalten. Aufgrund ihres weitestgehend authentischen Erhaltungszustandes und der charakteristischen, sehr qualitätvollen Fassadengestaltung ist die Mietvilla ein wichtiger Sachzeuge der Baugeschichte der Stadt Dresden.
26. ↑  
Ein Vorgängerbau („Gasthof zu Neukaditz“) befand sich ab 1874 an gleicher Stelle, seit 1894 unter F.E. Leipert mit Namen „Feldschlößchen“ betrieben. Leipert ließ 1897/98 nach den Plänen des Radebeuler Architekten Carl Käfer (1856–1910) ein neues Gasthaus bauen. Das Restaurant gehörte während der 1920/30er Jahre zu den renommierten Familien- und Vereinslokalen entlang der Leipziger Straße. Ab 1957 als „Jugendklubhaus Rudi Arndt“ geführt, seit 1990 Einrichtung des städtischen Kulturamtes. 1997 fanden umfangreiche Umbau- und Sanierungsmaßnahmen statt, der ehemalige Tanzsaal wurde in einen Theatersaal umgebaut. Seitdem trägt das Stadtteilkulturhaus den Namen „Rudi“. Das ehemalige Gasthaus steht in exponierter städtebaulicher Lage mit breiter, in den Obergeschossen in zeittypischer, späthistoristischer Klinker-Werkstein-Manier ausgeführter Fassade zur Leipziger Straße. Der dreigeschossige Hauptbaukörper besitzt ein Mansarddach mit einigen Dachaufbauten. Der rückwärtige, eingeschossige, Gebäudeteil mit dem heutigen Theatersaal ist unterkellert und besitzt weitere flache Anbauten. Der historistische Bau mit Ballsaal ist das markanteste Gebäude der Fechnerstraße und aufgrund des oben Dargelegten sowohl städtebaulich als auch bau- und sozialgeschichtlich regional bedeutend.
27. 1 2 3  
Kleines, traufständiges, eingeschossiges Wohnhaus, schlichter, schmuckloser Putzbau mit steilem Satteldach, ehemals am Stadtrand gelegen, einer der wenigen noch dörflich geprägten Bauten jener Zeit, Sachzeuge der Stadtentwicklung und der Baugeschichte Dresdens. 
Das traufständige, eingeschossige kleine Wohnhaus in der Fechnerstraße, vermutlich um 1860 errichtet, steht in offener Bebauung. Das Satteldach wird durch zwei schmale, straßenseitige Satteldachgauben geprägt, die vermutlich gegen Ende des 19. Jahrhunderts nachträglich aufgebracht wurden. (Die breite, straßenseitige Schleppdachgaupe bei Nr. 4 wurde zu späterem Zeitpunkt aufgebracht.) Ehemals am Stadtrand Dresdens liegend, gehört das Gebäude heute zu den wenigen in Kubatur und Gestaltung noch dörflich geprägten Bauten jener Zeit, die bis in das 20. Jahrhundert überdauerten. Als Sachzeuge der Stadtentwicklung und der Baugeschichte Dresdens ist das Wohnhaus von Bedeutung, zudem kommt ihm in Verbindung mit den im gleichen Straßenzug liegenden Kulturdenkmalen Fechnerstraße Nummer 4, 6 und Nummer 7 auch städtebauliche Wertigkeit zu.
28. ↑  
Das traufständige, zweigeschossige Wohnhaus steht über rechteckigem Grundriss in offener Bebauung. Die Fenster des Erd- und Obergeschosses in strenger axialer Ausrichtung angeordnet, weist die Fassade des Gebäudes keine weiteren Gliederungselemente auf. Ehemals am Stadtrand Dresdens liegend, gehört es heute zu den wenigen in Kubatur und Gestaltung noch dörflich geprägten Bauten jener Zeit, die bis in das 20. Jahrhundert überdauerten. Als Sachzeuge der Stadtentwicklung und der Baugeschichte Dresdens ist das Wohnhaus von Bedeutung.
29. ↑  
Das in seiner Kubatur monumental wirkende, um 1912 erbaute Doppelmietshaus in Ecklage Fechnerstraße/Wächterstraße besitzt zwei unterschiedlich gestaltete Schauseiten. Der zweigeschossige Putzbau mit Mansardgeschoss wurde über annähernd U-förmigem Grundriss in offener Bauweise errichtet. Die langgestreckte Fassade zur Fechnerstraße ist maßgeblich durch die beiden überhöhten Zwerchhäuser über leicht rückspringender Fassade, die geschossverbindenden Putzrahmungen der Fenster und die Klappläden geprägt. Die Fassade zur Wächterstraße wird hingegen im Mansardbereich über drei Fensterachsen nach oben fortgeführt. Architektonisch reizvoll die „gebrochene“ Ecklösung im Eingangsbereich der beiden Läden mit Treppe. Die seitlichen Hauseingänge sind durch Dachkonstruktionen überdeckt. Bewegte Ausbildung der Dachlandschaft auch in den Hinteransichten. Die Einfriedung aus schlichten, massiven Pfosten und hölzernen Zaunfeldern Das Wohnhaus bildet aufgrund seiner gestalterischen Ausformung ein typisches Beispiel für die regional geprägte Reformbaukunst aus dem Anfang des 20. Jahrhunderts und ist aufgrund seiner Lage, insbesondere zusammen mit der Nachbarbebauung, auch von städtebaulicher Bedeutung.
30. ↑  
Das um 1912 erbaute Doppelmietshaus Fechnerstraße 28 bzw. Wächterstraße 39b besitzt entsprechend seiner exponierten Lage im Straßenraum zwei Schauseiten. Der zweigeschossige Putzbau mit hohem Mansardgeschoss wurde über U-förmigem Grundriss in offener Bauweise errichtet. Die straßenseitigen Fassaden sind durch mächtige, über vier Fensterachsen reichende Zwerchhäuser mit Walmdachabschluss auffallend akzentuiert. Die schlichte Fassade ohne Bauschmuck ist gestalterisch lediglich durch die Putzfaschen um Fenster und Türen belebt. Die Gebäudekubatur erfuhr durch die abgeschrägte Ecklösung, die sich auch als Krüppelwalm im Dachgeschoss wiederfindet, eine eigenwillige Zäsur. Die bauzeitliche Einfriedung (schlichte, massive Pfosten mit hölzernen Zaunfeldern) ist auf der Wächterstraße noch vorhanden. Die genannten baulichen Merkmale sind charakteristisch für die zeitgenössische Stilrichtung der regionalen Reformbaukunst in Dresden und kommen an dem Gebäude in exemplarischer Weise zum Ausdruck. Dies begründet die architekturgeschichtliche Bedeutung des Wohnhauses. Aufgrund seiner Lage und in Zusammenhang mit der Nachbarbebauung kommt dem Gebäude auch eine hohe städtebauliche Bedeutung zu.
31. ↑  
Sachgesamtheit Gemeinschaftssiedlung Kaditz, Bereich an der Kötzschenbroder Straße, mit folgenden Einzeldenkmalen: dem Doppelhaus Fürstenhainer Straße 26/28 (ID-Nr. 09217678), dem Doppelhaus Kötzschenbroder Straße 160/162 (ID-Nr. 09217686), dem Wohnhaus Kötzschenbroder Straße 164 (ID-Nr. 09217804), dem Doppelhaus Kötzschenbroder Straße 166/168 (ID-Nr. 09217805), dem Wohnhaus Kötzschenbroder Straße 170 (ID-Nr. 09217806), dem Doppelhaus Kötzschenbroder Straße 172/174 (ID-Nr. 09217807), dem Wohnhaus Kötzschenbroder Straße 176 (ID-Nr. 09217808), dem Doppelhaus Kötzschenbroder Straße 178/180 (ID-Nr. 09217809), dem Wohnhaus Kötzschenbroder Straße 182 (ID-Nr. 09217810), dem Doppelhaus Kötzschenbroder Straße 184/186 (ID-Nr. 09217811), dem Wohnhaus Seewiesenweg 1 (ID-Nr. 09217705), dem Wohnhaus Seewiesenweg 2 (ID-Nr. 09217819), dem Doppelhaus Seewiesenweg 3/5 (ID-Nr. 09217820), der Häuserzeile Seewiesenweg 4/6/8 (ID-Nr. 09217821), dem Wohnhaus Seewiesenweg 7 (ID-Nr. 09217822), dem Wohnhaus Seewiesenweg 10 (ID-Nr. 09217823) und dem Wohnhaus Zitzschewiger Straße 30 (ID-Nr. 09217824), dazu die Außenanlagen, u. a. die Platzgestaltung an der Kreuzung Seewiesenweg und Zitzschewiger Straße, als Sachgesamtheitsteil; Anlage exemplarisches Zeugnis des Kleinwohnungs- und Siedlungsbaus der 1930er Jahre, dokumentiert zudem auf anschauliche Weise die städtebauliche Entwicklung Dresdens seit der Weimarer Republik, als an den Rändern der Stadt zahlreiche Siedlungen entstanden, baugeschichtlich und stadtentwicklungsgeschichtlich bedeutend.
32. 1 2 3 4 5 6 7 8 9 10 11 12 13 14 15 16 17 18  
In der als Sachgesamtheit unter Denkmalschutz stehenden „Gemeinschaftssiedlung Kaditz“ (auch „Volkshäuser“ genannt) wurden 17 zweigeschossige Einzel- und Doppelhäuser als so genannte „Volkswohnungsbauten“, entlang der Kötzschenbroder Straße, zwischen Fürstenhainer Straße und Seewiesenweg, um begrünte Innenhöfe und eine Platzanlage gruppiert. Die Planung der 1936–1939 errichteten Anlage oblag dem Stadtplanungsamt Dresden. Der namhafte Architekt Paul Wolf war zu dieser Zeit als Stadtbaurat für Hochbauwesen und Stadterneuerung zuständig. Die Bauten mit Volkswohnungen wurden bevorzugt an kinderreiche Familien mit geringem Einkommen vergeben. Die Anlage, heute als „Familien-Wohnpark Kaditz“ bezeichnet, wurde 1998–2000 umfassend saniert. Dabei wurden Balkonanbauten und eine äußere Wärmedämmung angebracht.
Die langgestreckten Mehrfamilienhäuser in traditioneller Bauweise mit Satteldach zeichnen sich durch ihre einfache, harmonisch wirkende Bauweise aus. Unter Verwendung gestalterischer Elemente wie Bruchsteinsockel, glatte Putzflächen, Rahmungen der Ladeneinbauten durch Klinkersteine und farbig abgesetzte Fensterläden vermittelt die Wohnanlage traditionelle Werte. Das Gelände wird von der Kötzschenbroder Straße aus durch eine Torsituation aus zwei Gebäuden mit erdgeschossigen Ladeneinbauten erschlossen. Der Seewiesenweg weitet sich dahinter zu einem kleinen Platz auf, die Grünflächen sind durch Hecken von den Verkehrsflächen getrennt. Im Seewiesenweg 8 befand sich ehemals ein Ladengeschäft im Erdgeschoss, heute Wohnnutzung. Die Denkmaleigenschaft der Anlage ergibt sich aus seiner bau- und ortsgeschichtlichen Bedeutung sowie seiner städtebaulichen Wertigkeit. Zum einen ist die Siedlungsanlage exemplarisches und bedeutendes Zeugnis des Kleinwohnungs- und Siedlungsbaus der 1930er Jahre, zum anderen dokumentiert die „Gemeinschaftssiedlung Kaditz“ mit den benachbarten Siedlungsgebieten auf anschauliche Weise die städtebauliche Entwicklung Dresdens.
33. 1 2 3 4  
Die um 1920 vom Konsumverein Pieschen errichtete Wohnanlage besteht aus drei die Geibelstraße begleitenden Gebäuden sowie einem weiteren Gebäude, das als Quartierinnenbebauung in der Tiefe des Grundstückes liegt. Beginn und Ende der Geibelstraße werden durch annähernd gleich große und ähnlich gestaltete Baukörper gefasst, denen sich jeweils eine mit Pavillon und Torsäule gestaltete Einfahrt anschließt. Zwischen den zwei Einfahrten befindet sich ein kompakter zwanzigachsiger Baukörper aus vier Häusern. Dessen mittlerer Teil setzt sich risalitartig ab und zeigt durch eine vierachsige über drei Geschosse führende und pilasterartig gerahmte Balkonanlage sowohl die zentrale Mitte der Anlage als auch die Mitte der Geibelstraße an. Die rhythmisch gegliederten Fassaden besitzen architektonisch qualitätvolle Ausformungen und Details im Stil des Neoklassizismus, wie kannelierte Halbsäulen, Lisenen, Pfeiler und charakteristische Türgestaltungen. Die Gebäude weisen eine eigenwillige und vielgestaltige Dachlandschaft auf. Die Wohnanlage Geibelstraße 1–19 stellt für Dresden ein seltenes, wenn nicht gar singuläres Beispiel des Kleinwohnungs- und Siedlungsbaus der Zeit nach 1918 dar. Neben dieser orts- und sozialgeschichtlichen Bedeutung besitzen die Wohnhäuser als Beispiele der Anfang des 20. Jahrhunderts aufkommenden Architekturströmung des Neoklassizismus auch baugeschichtlichen Wert.
34. ↑  
Das Gehöft der ehemaligen Dorfschmiede, heute Wohnhaus, zählt zu einem der ältesten Gebäude von Kaditz (vermutlich Ende des 18. Jahrhunderts am Standort errichtet). Als Dorfschmiede ursprünglich am Rande von Kaditz erbaut, überdauerte das Gebäude unbeschadet die Vielzahl der Brände im Dorf. Die Längsseiten des zweigeschossigen Wohnhauses mit Satteldach in Fachwerkbau, die Giebel in Bruchsteinmauerwerk ausgeführt. Typische bauzeitliche Elemente der ortsüblichen Volksbauweise finden sich an dem schlichten Bau: hofseitig Ausbildung des typischen Kragdachs und Anordnung von rundbogigen Fenstern im Giebel. An der elbseitigen Giebelfront sind in den Fensterbereichen stark profilierte Sandsteingewände erhalten. Neben seiner Bedeutung als technisches Denkmal ist das Gebäude auch orts- und stadtentwicklungsgeschichtlich von großer Bedeutung.
35. ↑  
Das stattliche Wohngebäude an der Leipziger Straße mit Adresse Kolbestraße 1 bzw. Roscherstraße 2 wurde 1899 vom „Dresdner Spar- und Bauverein e.G.m.b.H.“ nach Plänen des Architekten Hermann Thüme (1858–1941) erbaut. Das dreigeschossige Mietshaus mit ausgebautem Dachgeschoss erhielt nach seinem damaligen Schirmherrn den Namen „Prinz-Friedrich-August-Haus“. 1993 wurde der Bau umfassend saniert. Zusammen mit acht weiteren, vom Dresdner Bauverein für Arbeiterwohnungen übernommenen Wohnhäusern an Kolbe- und Roscherstraße (siehe auch Kolbestraße 3–17 und Roscherstraße 4–18) wurde es zu einer Wohnanlage vereinigt. Der langgestreckte Putzbau mit Hauptfassade zur Leipziger Straße besticht durch die aufwändige Putzgliederungs- und Farbgestaltung an Haupt- und Nebenfassaden. Rote Backsteingliederung und ornamentale bzw. florale Stuckranken, die stilistisch die zeitgenössischen Formen des Jugendstils aufgreifen, sind zwischen den Fenstern geschossübergreifend angeordnet und bilden den Rahmen für Schriftbänder. Das Krüppelwalmdach ist über dem Mittelrisalit erhöht und seitlich mit kleiner Haube. Dem „Prinz-Friedrich-August-Haus“ kommt als einem der ältesten genossenschaftlichen Bauten in Dresden eine hohe sozial-, orts- und baugeschichtliche Bedeutung zu. Des Weiteren ist die Fassadengestaltung als für die Stadt künstlerisch bedeutend anzusehen.
36. ↑  
Sachgesamtheit Wohnanlage des Dresdner Bauvereins für Arbeiterwohnungen mit folgenden Einzeldenkmalen: Friedrich-August-Haus Kolbestraße 1 (Doppelhaus mit Roscherstraße 2, ID-Nr. 09217702), dem Doppelhaus Kolbestraße 3/5 (ID-Nr. 09217688), dem Doppelhaus Kolbestraße 7/9 (ID-Nr. 09217763), dem Doppelhaus Kolbestraße 11/13 (ID-Nr. 09217764), dem Doppelhaus Kolbestraße 15/17 (ID-Nr. 09217765), dem Doppelhaus Roscherstraße 4/6 (ID-Nr. 09217703), dem Doppelhaus Roscherstraße 8/10 (ID-Nr. 09217760), dem Doppelhaus Roscherstraße 12/14 (ID-Nr. 09217761) und dem Doppelhaus Roscherstraße 16/18 (ID-Nr. 09217762); Ende des 19. Jh. im Zuge der industriellen Entwicklung entstandene Wohnanlage abseits des alten Kaditzer Dorfkerns, bestehend aus acht zweigeschossigen Doppelhäusern mit schlichten Fachwerk- und Klinkerfassaden und Satteldächern nach norddeutschem Vorbild, eine der ersten genossenschaftlichen Bauvorhaben in Dresden, nach Liquidierung des Dresdner Bauvereins für Arbeiterwohnungen vom Dresdner Spar- und Bauverein übernommen und mit Friedrich-August-Haus zur Wohnanlage vereinigt, baugeschichtlich, ortsgeschichtlich und sozialgeschichtlich bedeutend, möglicherweise auch künstlerisch von Belang.
37. 1 2 3 4 5 6 7 8  
Einzeldenkmal der Sachgesamtheit Wohnanlage des »Dresdner Bauverein für Arbeiterwohnungen«: Teil einer Ende des 19. Jh. im Zuge der industriellen Entwicklung entstandenen Wohnanlage abseits des alten Kaditzer Dorfkerns, bestehend aus acht zweigeschossigen Doppelhäusern mit schlichten Fachwerk- und Klinkerfassaden und Satteldächern nach norddeutschem Vorbild, eine der ersten genossenschaftlichen Bauvorhaben in Dresden, nach Liquidierung des Dresdner Bauvereins für Arbeiterwohnungen vom Dresdner Spar- und Bauverein übernommen und mit Friedrich-August-Haus zur Wohnanlage vereinigt, baugeschichtlich, ortsgeschichtlich und sozialgeschichtlich bedeutend, möglicherweise auch künstlerisch von Belang.

Abseits des alten Kaditzer Dorfkerns entstanden, begünstigt durch die industrielle Entwicklung in den Nachbarorten, am Ende des 19. Jahrhunderts im Stadtteil Neukaditz etliche Wohngebäude, die zum Teil von Genossenschaften errichtet wurden. Bemerkenswert ist dabei die ab 1887 entstandene Wohnsiedlung zwischen Kolbe- und Roscherstraße, die zu den ersten genossenschaftlichen Bauvorhaben in Dresden gehört. Die vom „Dresdner Bauverein für Arbeiterwohnungen“ (nach dessen Liquidation vom „Dresdner Spar- und Bauverein“ übernommen) errichtete Wohnanlage besteht aus acht Doppelhäusern, die symmetrisch nach dem Vorbild einer im Dorf Welle bei Bremen errichteten Kolonie angeordnet sind. 1929 erhielten die Häuser den Beinamen „Heinrich-Koch-Häuser“. Die zweigeschossigen, mit Satteldächern versehenen Doppelwohnhäuser zeichnen sich durch schlichte, mit Klinkerelementen und Fachwerk gestaltete Fassaden aus. Als vermutlich erste, noch erhaltene Arbeitersiedlung der Stadt Dresden, die auf genossenschaftlicher Basis gebaut wurde, ist die kleine Wohnanlage, die zusammen mit dem an der Leipziger Straße liegenden Prinz-Friedrich-August-Haus gebildet wird, bau-, orts- und sozialgeschichtlich bedeutend.
38. ↑  
Der hoch aufragende Obelisk mit Dresdner Stadtwappen und Inschrift „Autobahn“ (ehemals „Reichsautobahn“ sowie Jahreszahl 1937 und Hoheitszeichen, nach 1945 entfernt) erinnert an den forcierten Autobahnbau in den 1930er Jahren. Im Juni 1937 fand an der Anschlussstelle Dresden-Altstadt in Kemnitz die offizielle Einweihungsfeier der Reichsautobahn Dresden - Meerane statt. Das 1939 vom Bildhauer Max Grünert in Anlehnung an das Äußere der sächsischen Postmeilensäulen gestaltete, kolossale Denkmal sollte an der Autobahnanschlussstelle Dresden-Neustadt auf den Bau dieses Autobahnabschnittes hinweisen. Die ca. 13,5 m hohe, aus 15 Sandsteinblöcken zusammengesetzte Stele, die sich ursprünglich in einem Rondell an der östlichen Autobahnzufahrt befand und 1998 an ihren jetzigen Standort versetzt wurde, steht auf einem ca. 12 × 12 m großen Postament, das über zwei Stufen zu begehen ist. Die Autobahnstele ist geschichtlich und technikgeschichtlich bedeutend und steht als historisches Sachzeugnis des mit hohem Aufwand betriebenen Autobahnbaus der NS-Zeit unter Denkmalschutz.
39. ↑  
Das dreigeschossige Mietshaus Kötzschenbroder Straße 142 wurde um 1900 in offener Bebauung errichtet. Anhand der würfelförmigen Kubatur über annähernd quadratischem Grundriss und der symmetrisch angelegten Gestaltung der Fassaden mit rustiziertem Erdgeschoss und überhöhtem Dreiecksgiebel über leicht vorspringendem Mittelrisalit erinnert das Gebäude an Bauten der Zeit um 1800. Als historisierendes Formengut sind ebenso die Fensterverdachungen und -umrahmungen im ersten Obergeschoss zu benennen. Die Denkmaleigenschaft des Wohnhauses ergibt sich aus seiner ortsgeschichtlichen und seiner für die Architektur des Späthistorismus um 1900 exemplarischen Bedeutung in der damals noch eigenständigen Gemeinde Kaditz.
40. ↑  
Das markante, 1929–1930 von der Stadtgemeinde erbaute, dreigeschossige Wohnhaus steht in offener Bebauung an der Kreuzung Rankestraße und Leipziger Straße in städtebaulich herausragender Lage. Architektonisch betont wird dies besonders durch den runden, eingeschossigen Vorbau (ehemals Wartehalle) und die konkave Wandausbildung der darüber liegenden Obergeschosse, dem Gebäude mit flachem Walmdach und Walmdachgauben wird dadurch eine dynamische Wirkung verliehen. Die schmucklose Fassade wird nur durch die farbliche Gestaltung der Putzfaschen um Fenster- und Türöffnungen belebt. Lediglich die Eingangsfassade an der nördlichen Gebäudeseite ist gestalterisch etwas markanter durch schmale, senkrecht versetzte Fenster-/Putzflächen und unterschiedliche Fenstergrößen mit waagerechter Sprossenaufteilung. Die großflächigen Fenster im Erdgeschoss sind durch Rund- und Korbbogenabschluss hervorgehoben. Treppenhausgestaltung (Geländer, Stufen etc.) noch bauzeitlich vorhanden. Eigentümer und Bauherr des Hauses war die Stadtgemeinde. Laut Adressbüchern hatte nach Fertigstellung der Korbmachermeister Arthur Wenzel die Geschäftsräume im Erdgeschoss inne, bereits 1932 folgte ihm der Drogerist Alfred Mißbach. Daraus entwickelte sich die bekannte "Ranke-Drogerie", die um 2000 in die Industriestraße umgezogen ist. Der halbrunde Anbau an der Ecke diente von Anbeginn als Wartehalle, bevor er während der letzten Sanierung in das Restaurant „La Dolce Vita“ integriert wurde. An diesem Gebäude lässt sich exemplarisch die Architekturentwicklung um 1930 ablesen: die gegenläufigen, expressionistisch ausgeprägten Bauformen geben dem Gebäude eine architektonisch unverwechselbare Ausstrahlung unter fast vollständigem Verzicht auf weitere gestalterische Elemente. Das aufgrund seiner Lage und Gebäudeausbildung städtebaulich wirksame Wohnhaus ist daher baugeschichtlich bedeutend.
41. 1 2 3 4  
Der Kaditzer Architekt und Baumeister F. H. Jähnig erbaute Ende des 19. Jahrhunderts entlang der Leipziger Straße in offener Bebauung vier Wohnhäuser, die, teilweise in Bezug auf ihren Fassadenschmuck, Beinamen erhielten. Das zweigeschossige Mietshaus Nummer 203 mit Mansardgeschoss wurde „Kaiser-Wilhelm-Haus“ genannt. Die straßenseitige Fassade wird von einem risalitartigen, dreiachsigen Zwerchhaus dominiert, die Seitenfassaden sind mittig durch einachsige Zwerchhäuser hervorgehoben. Über dem in Naturstein ausgeführten Sockelgeschoss erheben sich die Obergeschosse mit putzsichtiger Fassade mit historisierenden Stilelementen wie Eckrustizierungen und Fensterrahmungen. Die rückseitige Fassade erfuhr spätere Veränderungen (Loggia-Einbau im Dach, Balkone). Das Kaiser-Wilhelm-Haus ist exemplarisches Zeugnis der Phase des Späthistorismus in Dresden und besitzt somit baugeschichtlichen Wert. Darüber hinaus ergibt sich durch das Zusammenwirken mit den drei benachbarten, zeitgleich errichteten Wohngebäuden eine städtebauliche Wertigkeit.
42. ↑  
Seit der Errichtung im Jahr 1903 befindet sich in dem markanten, dreigeschossigen, mit einem Mansarddach abschließenden Eckhaus Leuckartstraße 2 / Rankestraße 21 eine Gaststätte. Das ortsbildprägende Gebäude steht in offener Bebauung und ist durch seine mit Fachwerk gestalteten, teils turmartig und mit Dachreiter versehene Dachaufbauten sehr prägend für das Straßenbild. Für den Entwurf zeichnete der Micktener Architekt Benno Hübel (1876–1926) verantwortlich, errichtet wurde das Gebäude von dem aus Radebeul stammenden Bauunternehmer Wilhelm Tennert. Das Wohn- und Geschäftshaus besteht aus zwei Gebäudeteilen, dem nördlichen Gebäude Rankestraße 21 und dem Hausteil Leuckartstraße 2, in dem sich ursprünglich auch die Gaststätte „Zum Rankeschlößchen“ befand. Das Gebäude vereint in seiner Fassadengestaltung neue stilistische Formen des Jugendstils mit althergebrachten historisierenden Elementen. Eine Entkernung im Innenbereich fand in den 1990er Jahren statt. Das Gebäude der einst weit über die Ortsgrenzen hinaus bekannten Gastwirtschaft “Zum Rankeschlößchen” ist als Zeugnis der Bauepoche um 1900 baugeschichtlich von Bedeutung, zudem liegt eine städtebauliche Wertigkeit in seiner exponierten Anordnung im Straßenraum begründet.
43. ↑  
Das vermutlich um 1902 erbaute Mietshaus Leuckartstraße 3 liegt in stadtbildprägender Ecklage und offener Bebauung an der Kreuzung Leuckart- und Schenkendorfstraße. Die Datierung (1998) auf der Wetterfahne des die Gebäudeecke betonenden Dachreiters weist auf die zuletzt erfolgte Sanierung hin. Der dreigeschossige Putzbau mit abgeschrägter Gebäudeecke und Balkon im ersten Obergeschoss ist durch historisierende Elemente wie Fensterverdachungen mit innliegenden Stuckaturen belebt. Die historische Einfriedung aus massiven Pfosten und hölzernen Zaunfeldern ist in Teilen erhalten. Die Denkmaleigenschaft des Mietshauses ergibt sich aus seiner bauhistorischen Bedeutung als exemplarisches Beispiel für die späthistoristische Architektur um 1900 in Dresden.
44. ↑  
Das um 1900 errichtete, in Ecklage gelegene Doppelwohnhaus Wächterstraße 50 / Leuckartstraße 12 wurde in offener Bebauung über L-förmigem Grundriss erbaut. Die abgeschrägte Gebäudeecke des dreigeschossigen Mietshauses wird betont durch einen hohen Dachreiter und einen erdgeschossigen Hauseingang. Das Erdgeschoss ist putzsichtig, die beiden Obergeschosse in zeittypischer Klinker-Werkstein-Fassade ausgebildet. Insbesondere das erste Obergeschoss ist dabei mit historisierenden Elementen wie Fensterverdachungen und -umrahmungen gestaltet. Die Gauben im flachen Walmdach später hinzugefügt. Von der ursprünglichen Einfriedung ist nur noch ein massiver Pfosten rudimentär erhalten. Die Denkmaleigenschaft des Mietshauses ergibt sich aus seiner bauhistorischen Bedeutung als exemplarisches Beispiel für den historistischen Wohnungsbau nach 1900. Gemeinsam mit der gegenüberliegenden, ähnlich gestalteten Wächterstraße 48 wird die städtebauliche Wirkung noch gesteigert.
45. ↑  
Das als technisches Denkmal geschützte Trafohäuschen befindet sich an der Kreuzung Rankestraße, Leuckartstraße und Baudissinstraße. Der eingeschossige Baukörper auf L-förmigem Grundriss besitzt ein flaches Walmdach mit auskragendem Dachüberstand und einer Luke. Der Standort des Trafohäuschens auf der Kreuzung ist platzprägend. Die heutige Außenansicht wurde auf Initiative des Eigentümers (DREWAG) durch Street Art-Künstler ausgeführt. Das um 1910 im Rahmen der baulichen städtischen Entwicklung des Dresdener Ortsteils Kaditz entstandene Trafohäuschen ist technikgeschichtlich und ortsgeschichtlich von Bedeutung.
46. ↑  
Die repräsentative Mietvilla Rankestraße 6 wurde um 1900 für Herrn Paul Johann Haase errichtet (Architekt: Emil Rösler, Trachau). Das zweigeschossige Wohnhaus besitzt ein hohes, ausgebautes Mansarddach mit diversen Dachaufbauten. Die Gebäudeecke nach Süden wird durch einen überhöhten, turmartigen Aufbau dominiert, endend in geschwungenem Zwerchgiebel und mit gestaffeltem, von einem rundbogigen Putzband geschmückten Fenster im Dachgeschoss hervorgehoben. Die Seitenfassade besitzt einen Zwerchhausgiebel mit Krüppelwalm. Zur Straße liegt über einem Austritt im Erdgeschoss ein flacher Erker, auf dem sich ein Balkon mit Balustrade für das Dachgeschoss befindet. Die unterschiedlich gestalten Fensterformate und die schmückenden Fassadenelemente des Putzbaus, florale Stuckteile, sind stilistisch zwischen regionalem Heimatstil und Formen der Neorenaissance anzusiedeln. Die historische Einfriedung ist heute nicht mehr erhalten. Die markante Villa ist bau- und ortsgeschichtlich für die Stadt Dresden bedeutend.
47. ↑  
Seit der Errichtung im Jahr 1903 befindet sich in dem markanten, dreigeschossigen, mit einem Mansarddach abschließenden Eckhaus Leuckartstraße 2 / Rankestraße 21 eine Gaststätte. Das ortsbildprägende Gebäude steht in offener Bebauung und ist durch seine mit Fachwerk gestalteten, teils turmartig und mit Dachreiter versehene Dachaufbauten sehr prägend für das Straßenbild. Für den Entwurf zeichnete der Micktener Architekt Benno Hübel (1876–1926) verantwortlich, errichtet wurde das Gebäude von dem aus Radebeul stammenden Bauunternehmer Wilhelm Tennert. Das Wohn- und Geschäftshaus besteht aus zwei Gebäudeteilen, dem nördlichen Gebäude Rankestraße 21 und dem Hausteil Leuckartstraße 2, in dem sich ursprünglich auch die Gaststätte „Zum Rankeschlößchen“ befand. Das Gebäude vereint in seiner Fassadengestaltung neue stilistische Formen des Jugendstils mit althergebrachten historisierenden Elementen. Eine Entkernung im Innenbereich fand in den 1990er Jahren statt. Das Gebäude der einst weit über die Ortsgrenzen hinaus bekannten Gastwirtschaft “Zum Rankeschlößchen” ist als Zeugnis der Bauepoche um 1900 baugeschichtlich von Bedeutung, zudem liegt eine städtebauliche Wertigkeit in seiner exponierten Anordnung im Straßenraum begründet.
48. ↑  
Das dreigeschossige Mietshaus mit Mansardgeschoss liegt in Ecklage und offener Bebauung an Ranke- und Peschelstraße und entstand vermutlich um 1900. Entsprechend seiner prägnanten Lage im Straßenraum wurde die Gebäudeecke des Putzbaus durch einen mächtig wirkenden, turmartigen Aufbau mit Zeltdach betont, ehemals im Erdgeschoss hier Eingang vorhanden. Die symmetrisch angelegte Fassade und einzelne Dachgauben wurden durch figürliche bzw. ornamentale Stuckreliefs in den Fensterverdachungen verziert (zum Beispiel Kopfdarstellungen). In Teilbereichen sind historische Fenster erhalten (Doppelfenster). Abgesehen von seiner städtebaulichen Wirkung ist das Mietshaus Rankestraße 26 baugeschichtlich von Bedeutung aufgrund des Zeugniswertes für die Architektur seiner Zeit.
49. 1 2 3 4 5  
Die etwa um 1915 entstandene Wohnanlage der sog. „Gruppe Sluka“ besteht aus fünf dreigeschossigen Häusern, die sich im rückwärtigen Grundstücksbereich um einen gestalteten Hof gruppieren. Erstmalige schriftliche Erwähnung findet sie in den Jahren 1925/26, als Eigentümer werden Karl Sluka, Kaufmann aus Coswig/Sa. und der „Gemeinnützige Bauverein (A. G.)(F), Jahnstraße 3“ erwähnt. Durch eine breite Toranlage (auf der über einem inzwischen abgebrochenen Torbogen früher auch „Sluka-Gruppe“ zu lesen war) betritt man das Areal von der Rankestraße. Die traditionell gestalteten, schlichten Bauten mit ihren markanten Mansarddächern besitzen wenig, aber betont eingesetzten Fassadenschmuck. Insbesondere die Treppenhäuser setzen mit ihren eigenwilligen Abschlüssen gestalterische Akzente. Neben den Fenstern sind hier auch die Türen etwas aufwändiger, deren Flügel werden durch profilierte Rahmen und Glasteile verziert. Die Wohnanlage bildet aufgrund ihrer gestalterischen Ausprägung ein typisches Beispiel für die regional geprägte Reformbaukunst aus dem Anfang des 20. Jahrhunderts und ist aufgrund ihrer stadträumlichen Lage städtebaulich für Kaditz relevant. Die gesamte Anlage, die sich in die Häuser 28a/28b/28c, 28d/28e/28f, 28g, 30a/30b/30c und 30d/30e/30f unterteilt, ist aufgrund ihrer sozialgeschichtlichen, bau- und ortsgeschichtlichen Wertigkeit von hoher regionaler Bedeutung.
50. ↑  
Die um 1900 erbaute Mietvilla wirkt durch ihre strenge, dreigeschossige Kubatur mit leicht vorgerückten Seitenrisaliten und auskragendem Dachabschluss monumental. Historisierend sind hier Elemente des italienischen Palastbaus der Renaissance aufgenommen und mit traditionell-regionalen Stilelementen vermischt. Über einem Sockel aus polygonalem Naturstein erhebt sich das putzsichtige, durch Rustika gegliederte Erdgeschoss. Getrennt durch ein Gurtgesims wurden die beiden Obergeschosse in strenger Klinker-Werkstein-Fassade errichtet, auffallend dabei die geschossübergreifende Fenstergestaltung der Seitenrisalite. Das abschließende Walmdach ist flach. Die rückseitige Fassade putzsichtig, das Treppenhaus etwas ausgerückt. Das Wohnhaus wurde 1990 rekonstruiert. Das Schutzgut umfasst neben dem Gebäude auch die Einfriedung aus massiven Torpfosten und schmiedeeisernen Zaunfeldern (Toranlage wurde erneuert). Die Mietvilla Rankestraße 43 ist insbesondere aufgrund ihrer stilistischen Ausprägung baugeschichtlich sowie ortsgeschichtlich bedeutend.
51. ↑  
Das breitgelagerte Doppelmietshaus liegt in offener Bebauung und Ecklage an der aufgeweiteten Straßenecke Emilienstraße/Rankestraße über unregelmäßigem Grundriss, heute durch ein flaches, ehemals mit kleinen Dachaufbauten versehenes Walmdach abgeschlossen. Der markante, späthistoristische Bau entstand um 1900 mit zeittypischer Klinker-Werkstein-Fassade. Neben den charakteristischen Fensterrahmungen und -verdachungen sind besonders die zahlreichen historisierenden Schmuckelemente (neobarock) hervorzuheben, die sich vor allem an den abgerundeten Ecken und in den Putzfeldern oberhalb der Fenster (figürliche Darstellungen) im ersten Obergeschoss befinden. Das Gebäude wurde 2013 saniert. Neben seiner baugeschichtlichen Bedeutung als Zeugnis des beschriebenen Baustils kommt dem Gebäude auch eine hohe städtebauliche Wertigkeit zu.
52. ↑  
Der imposante Schulbau, 1894 unter Leitung des Baumeisters F.H. Jähnig errichtet, prägt maßgeblich die Ansicht des Riegelplatzes. In dreigeschossiger Klinkerbauweise mit symmetrischer Fassade, bekrönt durch einen Zwerchgiebel mit Turmaufsatz (Uhrenturm) erbaut und gestalterisch durch Sandsteinelemente wie die Säulenstellung am Mittelrisalit und Fensterbekrönungen aufwändig gegliedert, stellt der Bau ein eindrucksvolles Zeugnis der Schulbauarchitektur um 1900 dar. Der bauzeitliche Einbau von Sanitärräumen („Brausebad“) im hohen Kellergeschoss zeugt von der Fortschrittlichkeit des Baugeschehens. Schon im Jahr 1900 erfolgte die Erweiterung des Schulgebäudes durch den Anbau des zweiten Seitenflügels (nun U-förmiger Grundriss), der Bau der rückwärtigen Turnhalle im gleichen Jahr. 2007 und 2010 erfolgten umfassende Sanierungsmaßnahmen verbunden mit der baulichen Erweiterung des Haupthauses in den Hofbereich und Anbauten an die Turnhalle. Im Inneren weist der Schulbau eine Fülle an bauzeitlichem Interieur auf (Innentüren, teilw. Bodenbeläge, Möbelstücke etc.). Neben seiner bau-, orts- und sozialgeschichtlichen Bedeutung kommt dem Schulbau aufgrund seiner exponierten Lage auch eine hohe städtebauliche Wertigkeit zu.
53. ↑  
Der Radebeuler Architekt Carl Käfer erhielt für seinen Bauherrn, den letzten Kaditzer Gemeindevorstand Christian Friedrich Findeisen, am 14.07.1890 die Baugenehmigung für die repräsentative, dreigeschossige Mietvilla am damaligen Bismarckplatz. Die Kubatur des über annähernd quadratischem Grundriss stehenden Wohngebäudes wirkt durch Erkeranbauten, Rücksprünge über Eck sowie durch das in Fachwerk ausgeführte, weit auskragende Zwerchhaus, die halbrunde Gebäudenische im ersten Obergeschoss und die spitzen Gauben an den Seiten sehr lebhaft. Auf massivem, mit Sandstein verkleidetem Erdgeschoss sitzen zwei Obergeschosse in Klinker-Werkstein-Fassade, darüber ein Walmdach mit Abschluss in Dachterrasse. Gestalterische Details, wie Bogenfriese über den Fenstern, florale Elemente etc., sind als versachlichte historisierende Elemente ausgeführt und weisen auf den stilistischen Einfluss des Jugendstils hin. Von der ursprünglichen Einfriedung sind Sockelsteine und Torpfeiler (Klinker), die eine gestalterische Einheit mit dem Gebäude aufweisen, erhalten. Baugeschichtlich ist die Mietvilla Riegelplatz 4 als exemplarisches Zeugnis des ausgehenden Späthistorismus von Bedeutung. Zudem besitzt sie als eines der zwischen 1875 und 1915 errichteten Gebäude, die dem Platz im Gegensatz zu seiner damals ländlich geprägten Umgebung ein städtisches Gepräge gaben, auch stadtentwicklungsgeschichtliche Bedeutung.
54. ↑  
Das stattliche Wohngebäude an der Leipziger Straße mit Adresse Kolbestraße 1 bzw. Roscherstraße 2 wurde 1899 vom „Dresdner Spar- und Bauverein e.G.m.b.H.“ nach Plänen des Architekten Hermann Thüme (1858–1941) erbaut. Das dreigeschossige Mietshaus mit ausgebautem Dachgeschoss erhielt nach seinem damaligen Schirmherrn den Namen „Prinz-Friedrich-August-Haus“. 1993 wurde der Bau umfassend saniert. Zusammen mit acht weiteren, vom Dresdner Bauverein für Arbeiterwohnungen übernommenen Wohnhäusern an Kolbe- und Roscherstraße (siehe auch Kolbestraße 3–17 und Roscherstraße 4–18) wurde es zu einer Wohnanlage vereinigt. Der langgestreckte Putzbau mit Hauptfassade zur Leipziger Straße besticht durch die aufwändige Putzgliederungs- und Farbgestaltung an Haupt- und Nebenfassaden. Rote Backsteingliederung und ornamentale bzw. florale Stuckranken, die stilistisch die zeitgenössischen Formen des Jugendstils aufgreifen, sind zwischen den Fenstern geschossübergreifend angeordnet und bilden den Rahmen für Schriftbänder. Das Krüppelwalmdach ist über dem Mittelrisalit erhöht und seitlich mit kleiner Haube. Dem „Prinz-Friedrich-August-Haus“ kommt als einem der ältesten genossenschaftlichen Bauten in Dresden eine hohe sozial-, orts- und baugeschichtliche Bedeutung zu. Des Weiteren ist die Fassadengestaltung als für die Stadt künstlerisch bedeutend anzusehen.
55. ↑  
Am 15. Juli 1910 nahm mit der Kläranlage Kaditz in Dresden eine der zu ihrer Entstehungszeit modernsten und architektonisch reizvollsten Kläranlagen Europas ihren Betrieb auf. Die Kläranlage mit unterirdischem Klärsystem und diversen Hochbauten, wie Zulaufbauwerk, Vorreinigung, zwei Rechengebäuden einschl. Sandfang, Pumpstation, Heizhaus, Werkstatt, Brückenkran und einigen Wohnhäusern für Betriebsangehörige wurde 1908–1913 errichtet. Die Faultürme wurden 1936 und 1952 erbaut. Im ehemaligen Beamtenwohnhaus Scharfenberger Straße 150 (erbaut 1910, heute Büronutzung) erinnert eine Büste an den Erbauer der Gesamtanlage Oberbaurat Hermann Klette (1847–1909), als damaliger Leiter des städtischen Tiefbauamtes zuständig für die Technologie der Anlage. Die Gestaltung der Hochbauten lag in den Händen des bekannten Dresdner Stadtbaurat Hans Erlwein (1872–1914). Die in den 1990er Jahren sanierten Hochbauten des heute noch genutzten Klärwerks sind als harmonisch wirkender Gesamtkomplex in die Elblandschaft eingefügt. Die Wirtschafts- und Wohnbauten sind wertvolle Beispiele für die sich seit dem Anfang des 20. Jahrhunderts durchsetzende sachliche Architekturauffassung. Die als Technisches Denkmal ausgewiesene Anlage ist baugeschichtlich, industriegeschichtlich und ortsgeschichtlich bedeutend, zudem kommt ihr aufgrund ihrer Singularität auch überregionale Bedeutung als bedeutendes Zeugnis der technischen Entwicklung in Sachsen zu.
56. ↑  
Bis 1862 diente laut Chronik der Emmauskirche Dresden-Kaditz der Friedhof rund um die Kirche als allgemeiner Begräbnisplatz. Danach machte sich eine Erweiterung notwendig. Es wurde ein zweiter Friedhof an der Serkowitzer Straße angelegt, dieser Friedhof wird auch „Franzosenfriedhof“ (oder „Mittlerer Friedhof“) genannt. 1870/71 wurden hier französische Kriegsgefangene, die in einem Barackenlager bei Übigau verstorben waren, beigesetzt. Noch heute existiert ein Sammelgrab für 114 Soldaten und Einzelgräber für 2 Unteroffiziere. Diese Grabanlage besteht aus einem Gräberfeld (Rasen) mit einfacher Metalleinfriedung und Hecke sowie insbesondere einem Steinkreuz auf Sockel und wurde nach ihrer vollständigen Restaurierung am 1.11.2000 durch die französische Kriegsgräberfürsorge neu eingeweiht. Träger der ca. 0,8 ha großen Friedhofsanlage ist die evangelisch-lutherische Laurentiuskirchgemeinde Dresden-Trachau. Zum Schutzgut des Friedhofs gehören die Einfriedungen mit Toranlage sowie einzelne Grabmäler mit Denkmaleigenschaft. Der Friedhof wird geprägt von einem weithin sichtbaren, wertvollen Baumbestand, durch den exponierten Standort sind weite Blickbeziehungen in die Elblandschaft gegeben. Die Friedhofsanlage ist künstlerisch, landschaftsgestalterisch sowie orts- und personengeschichtlich von Bedeutung.
57. ↑  
Der zum alten Dorfkern von Kaditz gehörende, ehemalige Bauernhof Serkowitzer Straße 33 besteht aus Wohnhaus und Seitengebäude. Ursprünglich um 1800 errichtet, besitzen beide zweigeschossigen Gebäude Fachwerk über massivem Erdgeschoss und ein geschlossenes Satteldach. Am straßenseitigen Giebel des Seitengebäudes befindet sich auf einer Sandsteintafel die älteste in Kaditz erhaltene Hausinschrift: „Gott der Herr behüte dieses Haus…“. Die Sandsteintafel weist mit den Buchstaben M.I.G.T. und der Jahreszahl 1768 auf den früheren Besitzer und das Baujahr hin. Auf dem Grundstück sind noch zwei weitere Inschriften erhalten. Die in traditioneller Bauweise errichteten Gebäude sind Teil der historisch gewachsenen, authentisch erhaltenen Dorfstruktur Kaditz. Zudem sind sie bau- und stadtentwicklungsgeschichtlich für die Stadt Dresden von Bedeutung.
58. ↑  
Nachdem auch der zweite Friedhof in Kaditzer an der Serkowitzer Straße belegt war, erhielt am 7. Juli 1878 der dritte Kaditzer Friedhof auf der Spitzhausstraße, mit Umfassungsmauer und Feierhalle, seine Weihe. Vor dieser Halle wurde 1879 zur Erinnerung an die in den Kriegen 1866 und 1870/71 Gefallenen ein Denkmal errichtet. Die feierliche Einweihung des Kriegerdenkmals, das von dem Bildhauer Louis Hartenstein in Pieschen angefertigt worden war, erfolgte im September 1879 durch den Ortspfarrer. Die Feierhalle wurde 2001 umfassend saniert. Träger der ca. 1,7 ha großen Friedhofsanlage ist die evangelisch-lutherische Laurentiuskirchgemeinde Dresden-Trachau. Zum Schutzgut des Friedhofs gehören die Einfriedungsmauer mit Toranlage, das Kriegerdenkmal sowie einzelne Grabmäler. Der Friedhof bildet in seiner gewachsenen funktionellen und gestalterischen Einheit mit den denkmalwerten Grabstätten und der sie umgebenden historischen Einfriedungsmauer ein wichtiges Zeugnis der Friedhofskultur. Beeindruckend die Vielzahl der alten Bäume, die der Anlage einen parkähnlichen Charakter verleihen. Weite Blickbeziehungen in die Elblandschaft sind durch den exponierten Standort des Friedhofs gegeben. Die Friedhofsanlage ist daher künstlerisch, landschaftsgestalterisch sowie orts- und personengeschichtlich von Bedeutung.
59. ↑  
Das schmale, langgestreckte Wohnhaus des kleinen Bauernhofes Übigauer Straße 4, bezeichnet 1868, ist ein massiver, zweigeschossiger Bau mit Satteldach. Der straßenseitige Giebel weist über den beiden, mit Sandsteingewänden gefassten Fensterachsen die ortstypischen Zwillingsfenster auf, deren Oberlicht noch in feingliedriger historischer Teilung erhalten ist. Eine Inschrift am Dachkragstein verweist auf den Erbauer I.C. Vogel und die Datierung 1868. Das in traditioneller Bauweise errichtete Wohngebäude ist Teil der historisch gewachsenen, authentisch erhaltenen Dorfstruktur Kaditz. Zudem ist es bau- und stadtentwicklungsgeschichtlich für die Stadt Dresden von Bedeutung.
60. ↑  
Die Wegesäule aus Sandstein steht - durch die sie umgebende Vegetation nur sehr eingeschränkt sichtbar - an der Einfriedung des Grundstückes Übigauer Straße 10 am Rande des Ortsteils Kaditz. Der bemerkenswerte, in gutem Zustand erhaltene Wegestein besteht aus einer quadratischen Sandsteinsäule mit herausgearbeitetem Kopfteil und Profilierungen. Der Stein zeigt auf drei Seiten Schriftzüge mit Ortsangaben (Nordseite: Übigau, Westseite: Kaditz, Südseite: Mickten) und auf der Ostseite die Jahreszahl 1845. Der als technisches Denkmal geschützte Wegestein ist aufgrund seiner früheren Bestimmung als Wegweiser orts- und verkehrsgeschichtlich von Bedeutung.
61. ↑  
Die sachlich gestaltete Häuserzeile Wächterstraße 33-37, um 1912 über U-förmigem Grundriss angelegt, bildete ehemals den westlichen Abschluss des Wohngebietes an der Rankestraße, das man als Neukaditz bezeichnete. Das zweigeschossige, verputzte Mehrfamilienhaus mit Mansardgeschoss besitzt eine ausgewogene, symmetrisch angelegte Fassadengliederung, dominiert von mehreren Dreiecksgiebeln über Scheindächern und belebt durch Klappläden. Die schlichte Fassade ohne Bauschmuck ist lediglich durch Ornamentik am Dachüberstand und Eckrustizierungen baukünstlerisch aufgewertet. Die Einfriedung, bestehend aus massiven Zaunpfosten und Lattenzaun, bildet eine funktionale und gestalterische Einheit mit dem langgestreckten Wohngebäude. Als markantes Beispiel der regionalen Reformarchitektur Anfang des 20. Jahrhunderts ist die Wohnhausgruppe in der Wächterstraße bau- und ortsgeschichtlich sowie städtebaulich bedeutend.
62. ↑  
Das Wohnhaus Wächterstraße 39 entstand vermutlich um 1912 in Zusammenhang mit der Nachbarbebauung (Nummer 33-37). Gestalterisch in adäquater Form ausgeführt, veranschaulicht das in offener Bebauung über annähernd quadratischem Grundriss stehende Gebäude den Formen- und Funktionsanspruch seiner Erbauungszeit an qualitätvolle Mietshausarchitektur. Als exemplarisches Beispiel der regionalen Reformarchitektur am Anfang des 20. Jahrhunderts in Dresden ist das Wohnhaus bau- und ortsgeschichtlich bedeutend.
63. ↑  
Das in seiner Kubatur monumental wirkende, um 1912 erbaute Doppelmietshaus in Ecklage Fechnerstraße/Wächterstraße besitzt zwei unterschiedlich gestaltete Schauseiten. Der zweigeschossige Putzbau mit Mansardgeschoss wurde über annähernd U-förmigem Grundriss in offener Bauweise errichtet. Die langgestreckte Fassade zur Fechnerstraße ist maßgeblich durch die beiden überhöhten Zwerchhäuser über leicht rückspringender Fassade, die geschossverbindenden Putzrahmungen der Fenster und die Klappläden geprägt. Die Fassade zur Wächterstraße wird hingegen im Mansardbereich über drei Fensterachsen nach oben fortgeführt. Architektonisch reizvoll die „gebrochene“ Ecklösung im Eingangsbereich der beiden Läden mit Treppe. Die seitlichen Hauseingänge sind durch Dachkonstruktionen überdeckt. Bewegte Ausbildung der Dachlandschaft auch in den Hinteransichten. Die Einfriedung aus schlichten, massiven Pfosten und hölzernen Zaunfeldern Das Wohnhaus bildet aufgrund seiner gestalterischen Ausformung ein typisches Beispiel für die regional geprägte Reformbaukunst aus dem Anfang des 20. Jahrhunderts und ist aufgrund seiner Lage, insbesondere zusammen mit der Nachbarbebauung, auch von städtebaulicher Bedeutung.
64. ↑  
Das um 1912 erbaute Doppelmietshaus Fechnerstraße 28 bzw. Wächterstraße 39b besitzt entsprechend seiner exponierten Lage im Straßenraum zwei Schauseiten. Der zweigeschossige Putzbau mit hohem Mansardgeschoss wurde über U-förmigem Grundriss in offener Bauweise errichtet. Die straßenseitigen Fassaden sind durch mächtige, über vier Fensterachsen reichende Zwerchhäuser mit Walmdachabschluss auffallend akzentuiert. Die schlichte Fassade ohne Bauschmuck ist gestalterisch lediglich durch die Putzfaschen um Fenster und Türen belebt. Die Gebäudekubatur erfuhr durch die abgeschrägte Ecklösung, die sich auch als Krüppelwalm im Dachgeschoss wiederfindet, eine eigenwillige Zäsur. Die bauzeitliche Einfriedung (schlichte, massive Pfosten mit hölzernen Zaunfeldern) ist auf der Wächterstraße noch vorhanden. Die genannten baulichen Merkmale sind charakteristisch für die zeitgenössische Stilrichtung der regionalen Reformbaukunst in Dresden und kommen an dem Gebäude in exemplarischer Weise zum Ausdruck. Dies begründet die architekturgeschichtliche Bedeutung des Wohnhauses. Aufgrund seiner Lage und in Zusammenhang mit der Nachbarbebauung kommt dem Gebäude auch eine hohe städtebauliche Bedeutung zu.
65. ↑  
Das langgestreckte, in offener Bebauung und über rechteckigem Grundriss liegende Doppelmietshaus wird straßenseitig durch zwei turmartige Dachaufbauten über den Gebäudeecken baulich akzentuiert. Das Erdgeschoss ist verputzt und mit Ladeneinbauten versehen, die beiden Obergeschosse sind in zeittypischer Klinker-Werkstein-Fassade ausgeführt. Insbesondere das erste Obergeschoss ist dabei mit historisierenden Elementen wie Fensterverdachungen und -umrahmungen gestaltet, das profilierte Traufgesims des flachen Walmdaches durch einen Fries aus zweifarbigen Klinkern geschmückt. Das Grundstück wird straßenseitig durch eine Einfriedung aus massiven Zaunpfosten und Lattenzaunfeldern abgegrenzt. Das Doppelmietshaus Wächterstraße 44/46 ist als typisches Beispiel der späthistoristischen Bauweise um 1900 in Dresden von bauhistorischer Bedeutung.
66. ↑  
Das 1929 in offener Bebauung entstandene Wohnhaus ist ein viergeschossiger, fast schmuckloser aber in seiner Proportionierung harmonisch gestalteter Wohnbau über rechteckigem Grundriss. Laut Adressbuch war der Postschaffner W. Ernst Heinze Eigentümer des Gebäudes. Die symmetrisch angeordnete Putzfassade besitzt eine gestalterisch hervorgehobene Eingangsachse, durch einen flachen, mit kleinen quadratischen Fenstern versehenen, spitzgiebeligen Dachaufbau im flachen Walmdach betont. Der Mittelrisalit ist in zeittypischer Betonung des Hauseinganges durch Klinkerumrahmung geschmückt. Rechts und links der Mittelachse eine Lochfassade mit regelmäßig gesetzten, durchweg gleich großen Fensteröffnungen sowie markanten horizontalen Putzbändern. Mit nur wenigen expressionistischen Stilmitteln wird eine sehr beeindruckende, ausgewogene Fassadengestaltung erreicht. Die Denkmaleigenschaft des Wohnhauses ergibt sich aus dem Zeugniswert für den beschriebenen expressionistischen Baustil.
67. ↑  
Das um 1900 entstandene, in Ecklage an Wächter- und Leuckartstraße gelegene Wohnhaus wurde in offener Bebauung über L-förmigem Grundriss erbaut. Die abgeschrägte Gebäudeecke des dreigeschossigen Mietshauses wird betont durch einen hohen Dachreiter und den Hauseingang. Das Erdgeschoss ist putzsichtig und straßenseitig mit rundbogigen Putzfeldern über den Fenstern versehen, darin kleine Figurenreliefs, die beiden Obergeschosse in zeittypischer Klinker-Werkstein-Fassade ausgebildet. Insbesondere das erste Obergeschoss ist dabei mit historisierenden Elementen wie Fensterverdachungen und -umrahmungen gestaltet. Das flache Walmdach ohne Dachaufbauten. Die Einfriedung besteht aus einer Klinkermauer im Bereich der Kreuzung und hölzernen Zaunfeldern zwischen massiv ausgebildeten Pfosten. Die Denkmaleigenschaft des Mietshauses Wächterstraße 48 ergibt sich aus seiner bauhistorischen Bedeutung als exemplarisches Beispiel für den historistischen Wohnungsbau nach 1900. Gemeinsam mit der gegenüberliegenden, ähnlich gestalteten Wächterstraße 50 wird die städtebauliche Wirkung noch gesteigert.
68. ↑  
Das zweigeschossige Wohnhaus Wächterstraße 49 mit ausgebautem Mansardgeschoss ist um 1910 in offener Bebauung entstanden. Die markante sechsachsige Straßenfront wird durch einen Mittelrisalit mit halbrundem Giebelabschluss und Klappläden akzentuiert. Wenige, maßvoll angeordnete Schmuckelemente verstärken die Wirkung der klaren Fassadengliederung. Zum Formenrepertoire gehören Putzeinfassungen, kleine stilisierte Ornamente und Spiegel in konkaven Ecken. Die Fenster zeigen das bauzeittypische gesprosste Oberlicht. Das gestalterische Schema wiederholt sich in abgeschwächter Form an den Schmalseiten des Gebäudes. Der leicht hervorgehobene Eingangsbereich mit Treppenhaus liegt auf der Südseite. Von der straßenseitigen Einfriedung sind die massiven Pfeiler, die deutlich dem Jugendstil zugeordnet werden können, noch vorhanden. Als weitgehend ursprünglich erhaltenes und exemplarisches bauliches Zeugnis der Architektur nach 1900 in Dresden ist das Mietshaus von baugeschichtlicher Bedeutung. Der baukünstlerische Wert ergibt sich insbesondere aus der qualitätvollen Fassadengestaltung.
69. ↑  
Das um 1900 errichtete, in Ecklage gelegene Doppelwohnhaus Wächterstraße 50 / Leuckartstraße 12 wurde in offener Bebauung über L-förmigem Grundriss erbaut. Die abgeschrägte Gebäudeecke des dreigeschossigen Mietshauses wird betont durch einen hohen Dachreiter und einen erdgeschossigen Hauseingang. Das Erdgeschoss ist putzsichtig, die beiden Obergeschosse in zeittypischer Klinker-Werkstein-Fassade ausgebildet. Insbesondere das erste Obergeschoss ist dabei mit historisierenden Elementen wie Fensterverdachungen und -umrahmungen gestaltet. Die Gauben im flachen Walmdach später hinzugefügt. Von der ursprünglichen Einfriedung ist nur noch ein massiver Pfosten rudimentär erhalten. Die Denkmaleigenschaft des Mietshauses ergibt sich aus seiner bauhistorischen Bedeutung als exemplarisches Beispiel für den historistischen Wohnungsbau nach 1900. Gemeinsam mit der gegenüberliegenden, ähnlich gestalteten Wächterstraße 48 wird die städtebauliche Wirkung noch gesteigert.
70. ↑  
Das zweigeschossige, mit ausgebautem Mansardgeschoss versehene Doppelmietshaus steht in offener Bebauung auf rechteckigem Grundriss. Über dem verputzten Erdgeschoss sitzt das Obergeschoss mit zeittypischer Klinker-Werkstein-Fassade. Historisierende Elemente wie Fensterumrahmungen und - überdachungen zeigen im Obergeschoss teilweise florale Motive. Die Gebäudeecken und Straßenfront sind durch Pilaster in Klinker mit Kapitellausbildung in Sandstein gegliedert. Die schlichtere Gartenseite des Wohnhauses ist verputzt. Das Grundstück wird von einer bauzeittypischen Einfriedung aus massiven Pfosten mit hölzernen Zaunfeldern begrenzt. Das Mietsgebäude Waldemarstraße 7/9 ist ein charakteristisches Beispiel für die Architekturentwicklung des ausgehenden 19. bzw. beginnenden 20. Jahrhunderts in Dresden und somit baugeschichtlich bedeutend.
71. ↑  
Das um 1904 entstandene, zweigeschossige Doppelmietshaus Waldemarstraße 12/14 mit ausgebautem Mansardgeschoss liegt in offener Bebauung über rechteckigem Grundriss. Die symmetrisch gestaltete Fassade wird durch zwei Risalite mit Balkonen (1. Obergeschoss) und überhöhtem Dreiecksgiebel dominiert. Über dem verputzten Erdgeschoss sitzt das Obergeschoss in zeittypischer Klinker-Werkstein-Ausbildung, betont durch gelb-roten Farbwechsel der Klinker. Die Seitenfronten ebenfalls durch Risalite gegliedert. Die schlichte Gartenseite des Wohnhauses ist verputzt. Massive Torpfosten an beiden Eingängen sowie die qualitätvollen Schmiedearbeiten der Zaun- und Balkongitter sind denkmalrelevant. Die Einfriedung bildet mit dem Wohngebäude eine funktionelle und gestalterische Einheit. Die Anlage ist ein charakteristisches Beispiel für die Architekturentwicklung Anfang des 20. Jahrhunderts in Dresden und somit bau- und ortsgeschichtlich bedeutend. Die Denkmaleigenschaft des Einzelgebäudes wird durch den gesteigerten Aussagewert zusammen mit der zeitgleich entstandenen Nachbarbebauung, insbesondere Waldemarstraße 16/18, noch erhöht.